# Specie di Scutellaria
Elenco delle specie di Scutellaria:

## A
- Scutellaria adenostegia Briq., 1907
- Scutellaria adenotricha X.H.Guo & S.B.Zhou, 2001
- Scutellaria adsurgens Popov, 1924
- Scutellaria agrestis A.St.-Hil. ex Benth., 1834
- Scutellaria alabamensis Alexander, 1933
- Scutellaria albida L., 1771
- Scutellaria albituba A.Pool, 2006
- Scutellaria alborosea Lem., 1869
- Scutellaria alexeenkoi Juz., 1954
- Scutellaria alpina L., 1753
- Scutellaria alta M.E.Jones, 1908
- Scutellaria altaica Ledeb. ex Sweet, 1823
- Scutellaria altamaha Small, 1898
- Scutellaria altissima L., 1753
- Scutellaria amabilis H.Hara, 1937
- Scutellaria amicorum Rech.f., 1982
- Scutellaria amoena C.H.Wright, 1896
- Scutellaria amphichlora Juz., 1951
- Scutellaria anatolica Çiçek & Ketenoglu, 2011
- Scutellaria andamanica Prain, 1890
- Scutellaria andrachnoides Vved., 1954
- Scutellaria androssovii Juz., 1951
- Scutellaria angrenica Juz. & Vved., 1954
- Scutellaria angustifolia Pursh, 1813
- Scutellaria anhweiensis C.Y.Wu, 1977
- Scutellaria anitae Juz., 1951
- Scutellaria anomala Epling, 1942
- Scutellaria antirrhinoides Benth., 1832
- Scutellaria arabica Jaub. & Spach, 1853
- Scutellaria aramberrana B.L.Turner, 1994
- Scutellaria araratica Grossh., 1945
- Scutellaria araxensis Grossh., 1927
- Scutellaria arenicola Small, 1898
- Scutellaria argentata Leonard, 1927
- Scutellaria arguta Buckley, 1843
- Scutellaria ariana Hedge, 1968
- Scutellaria artvinensis Grossh., 1944
- Scutellaria asperiflora Nakai, 1921
- Scutellaria assamica Mukerjee, 1938
- Scutellaria atrocyanea Epling & Játiva, 1966
- Scutellaria attenuifolia Suddee & A.J.Paton, 2007
- Scutellaria aurantiaca A.Pool, 2006
- Scutellaria aurata Lem., 1863
- Scutellaria aurea B.L.Rob. & Greenm., 1895
- Scutellaria austrotaiwanensis C.X. Xie & T.C. Huang, 1997
- Scutellaria axilliflora Hand.-Mazz., 1939

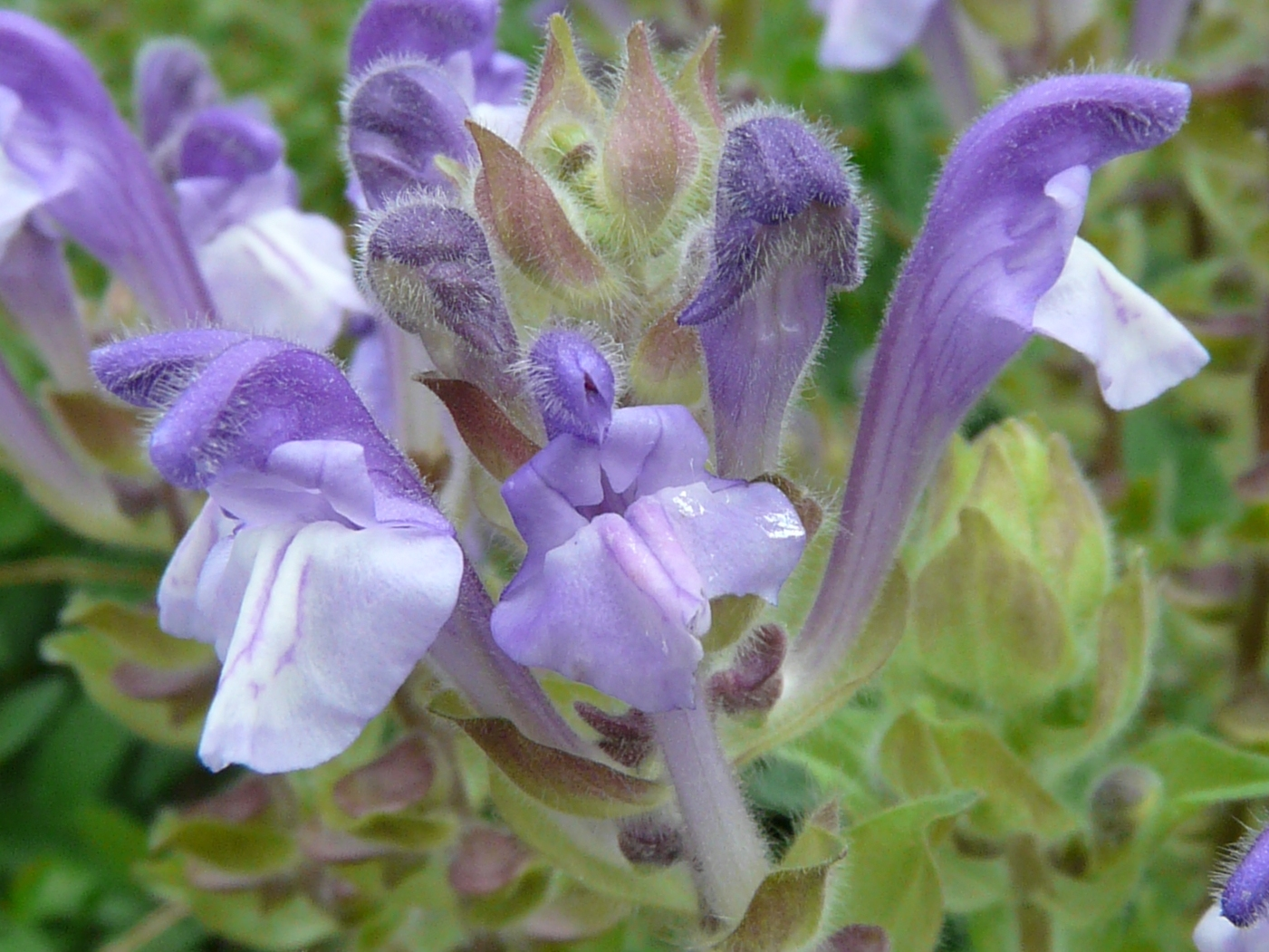
Scutellaria alpina
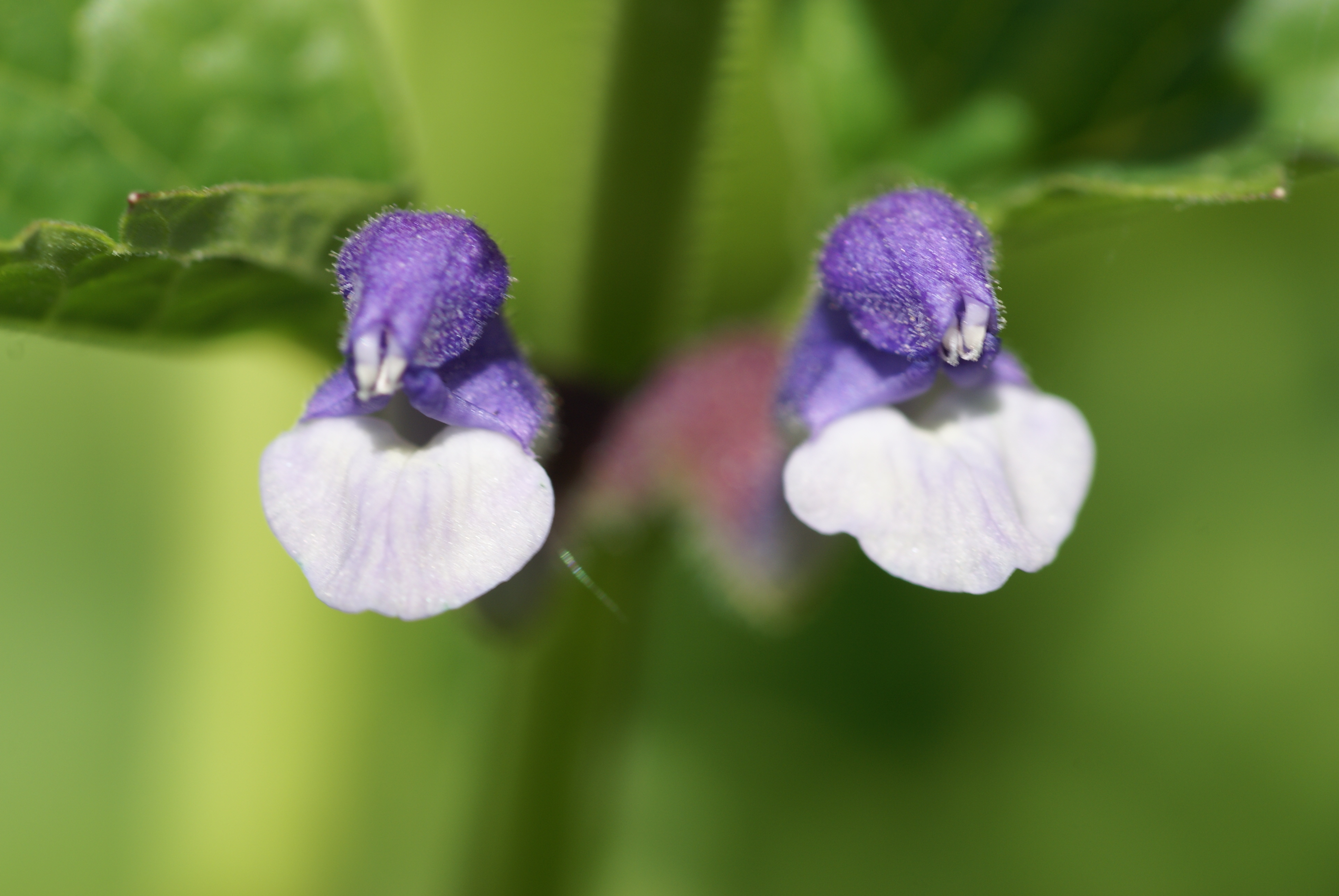
Scutellaria altissima
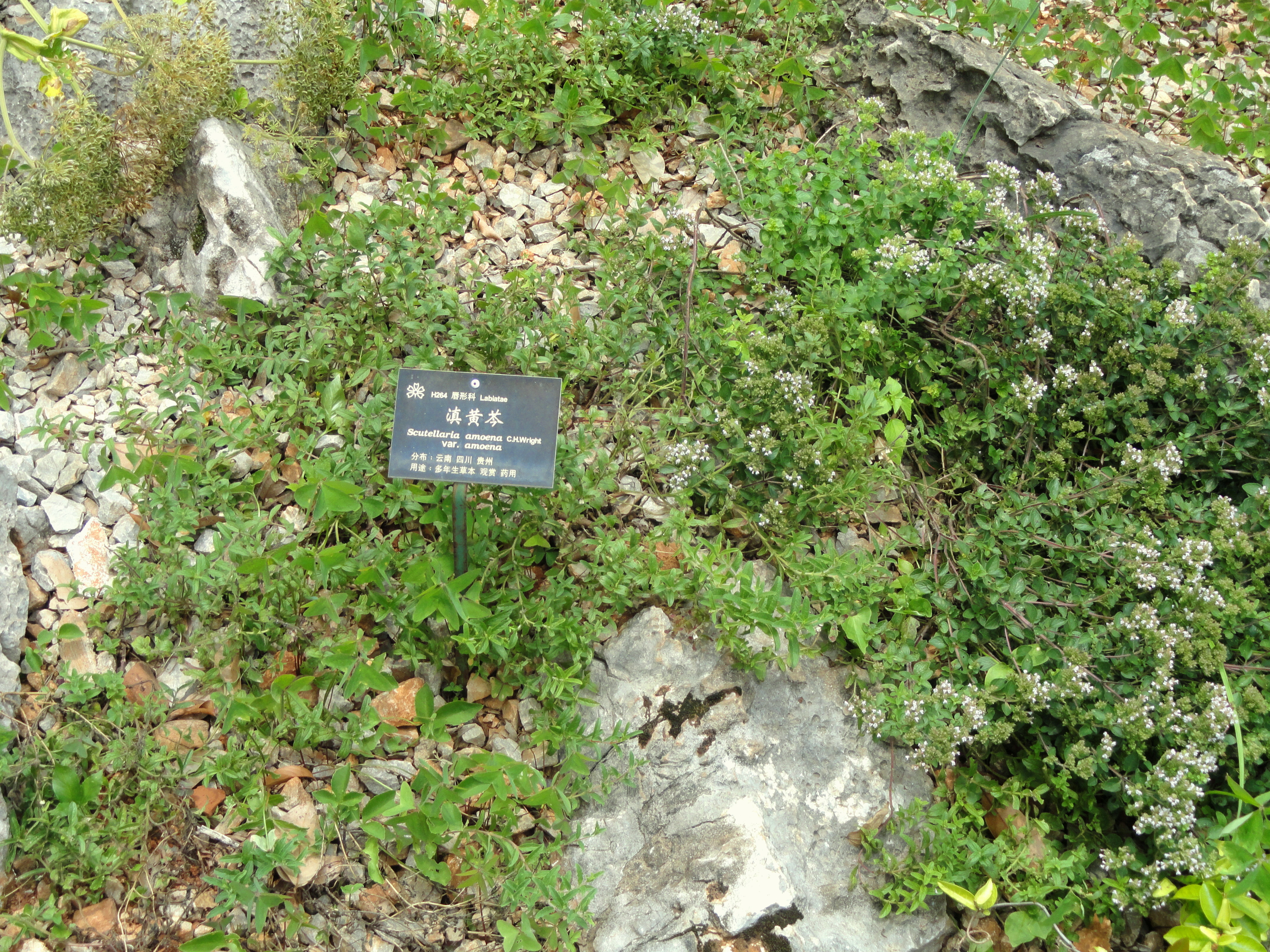
Scutellaria amoena
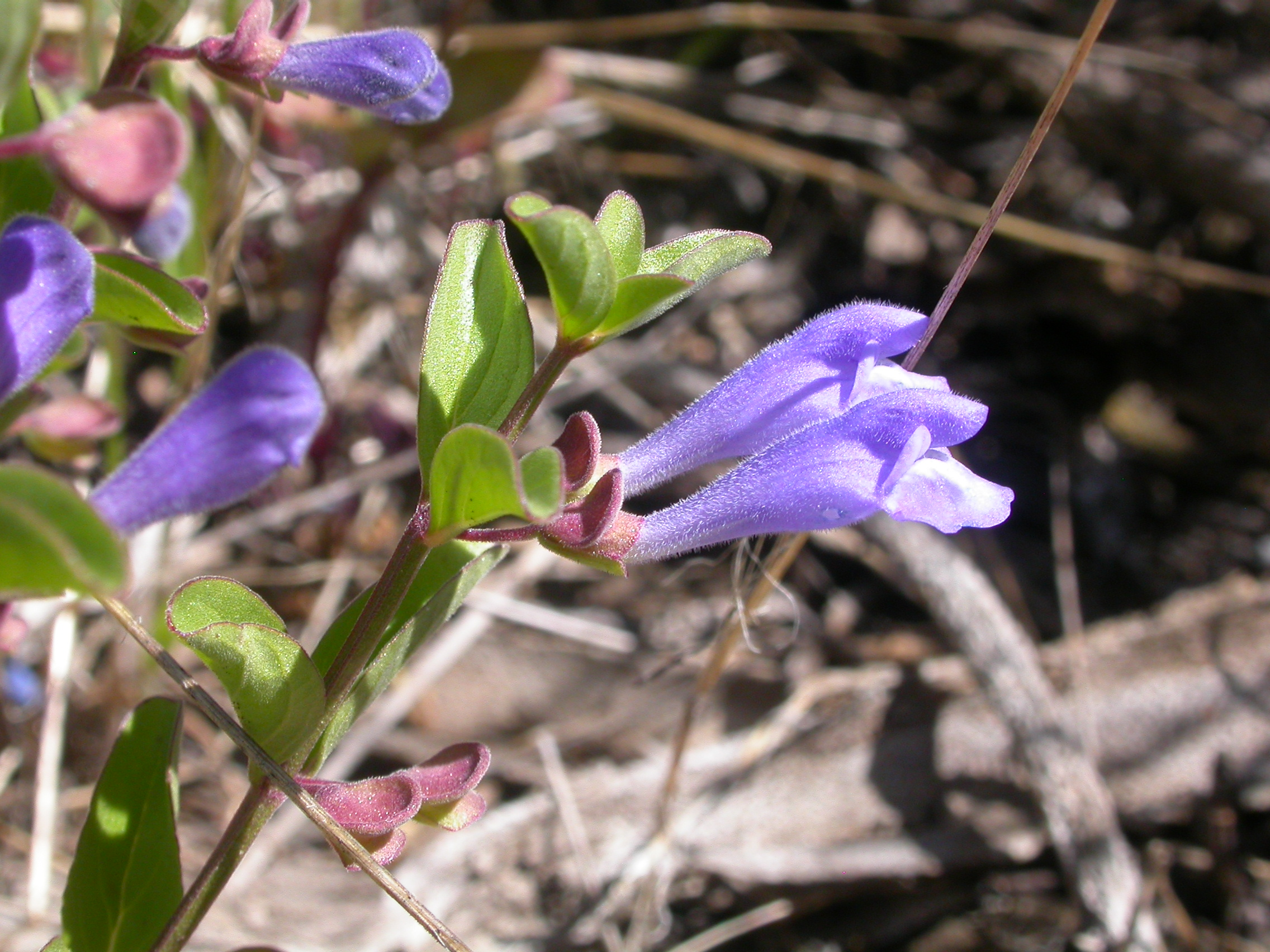
Scutellaria antirrhinoides
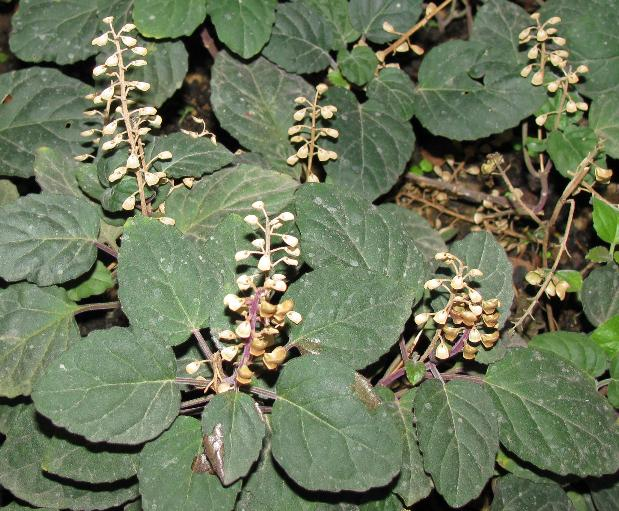
Scutellaria aurata

## B
- Scutellaria baicalensis Georgi, 1775
- Scutellaria baldshuanica Nevski ex Juz., 1951
- Scutellaria balearica Barceló, 1877
- Scutellaria bambusetorum C.Y.Wu, 1977
- Scutellaria barbata D.Don, 1825
- Scutellaria bartlettii B.L.Turner, 1994
- Scutellaria benthamiana (Mansf.) Epling, 1936
- Scutellaria blepharophylla Epling, 1939
- Scutellaria bolanderi A.Gray, 1868
- Scutellaria botbaevae Lazkov, 2008
- Scutellaria botschantzevii M.N.Abdull., 1991
- Scutellaria brachyspica Nakai & H.Hara, 1936
- Scutellaria brevibracteata Stapf, 1885
- Scutellaria breviflora Benth., 1832
- Scutellaria brittonii Porter, 1894
- Scutellaria bucharica Juz., 1951
- Scutellaria bushii Britton, 1901

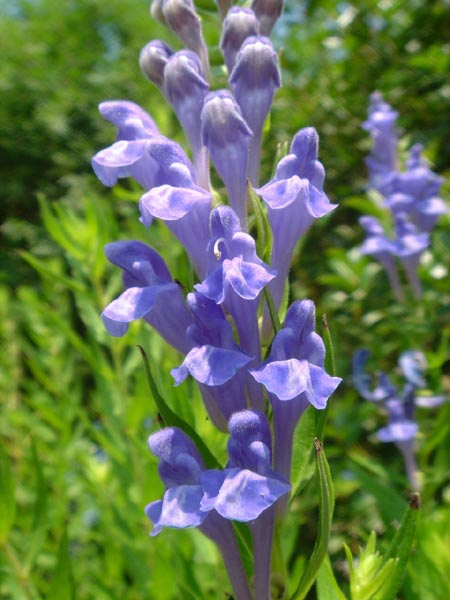
Scutellaria baicalensis
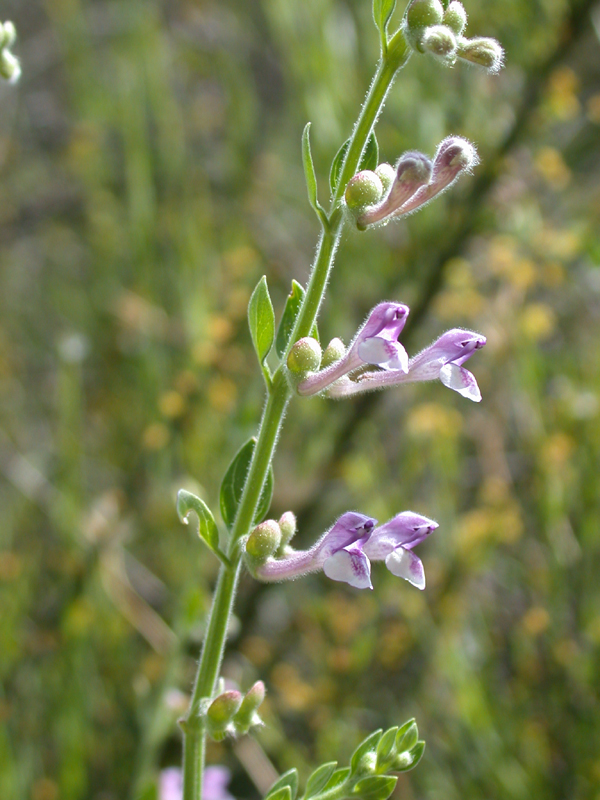
Scutellaria brevibracteata
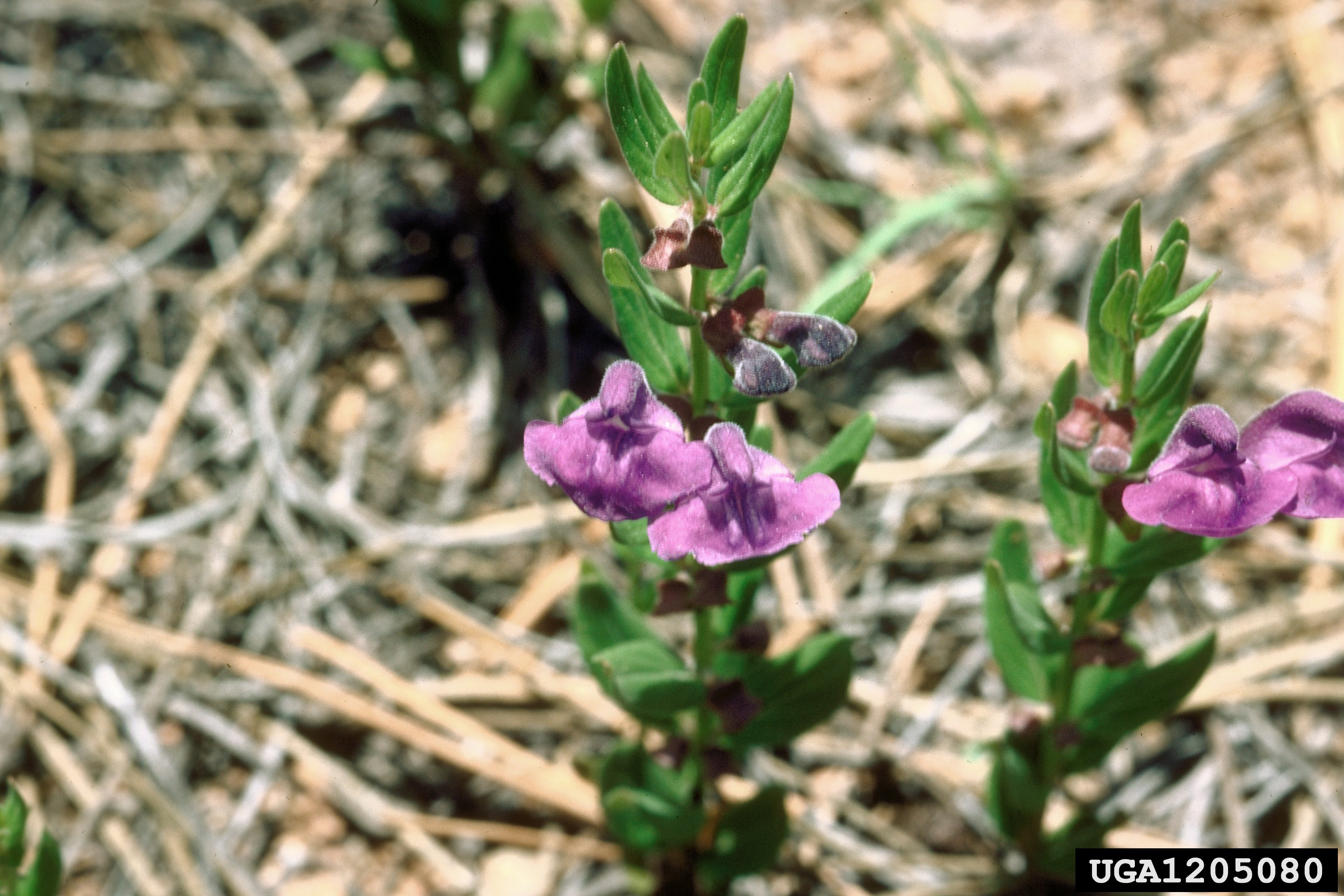
Scutellaria brittonii

## C
- Scutellaria caerulea Moc. & Sessé ex Benth., 1832
- Scutellaria calcarata C.Y.Wu & H.W.Li, 1977
- Scutellaria californica A.Gray, 1878
- Scutellaria cardiophylla Engelm. & A.Gray, 1845
- Scutellaria carmenensis Henr., 1990
- Scutellaria caryopteroides Hand.-Mazz., 1936
- Scutellaria catharinae Juz., 1951
- Scutellaria caucasica A.Ham., 1832
- Scutellaria caudifolia Y.Z.Sun, 1966
- Scutellaria chaematochlora Juz., 1951
- Scutellaria chamaedrifolia Hedge & A.J.Paton, 1990
- Scutellaria chekiangensis C.Y.Wu, 1977
- Scutellaria chenopodiifolia Juz., 1954
- Scutellaria chevalieri Briq., 1912
- Scutellaria chiangii B.L.Turner, 1994
- Scutellaria chihshuiensis C.Y.Wu & H.W.Li, 1977
- Scutellaria chimenensis C.Y.Wu, 1977
- Scutellaria chodshakasiani Kamelin ex Kochk., 1986
- Scutellaria chungtienensis C.Y.Wu, 1977
- Scutellaria coccinea Kunth, 1818
- Scutellaria cochinchinensis Briq., 1898
- Scutellaria colebrookiana Wall., 1830
- Scutellaria colpodea Nevski, 1937
- Scutellaria columnae All., 1785
- Scutellaria comosa Juz., 1951
- Scutellaria cordifrons Juz., 1951
- Scutellaria costaricana H.Wendl., 1863
- Scutellaria cristata Popov, 1924
- Scutellaria cyanocheila Epling, 1936
- Scutellaria cylindriflora Epling & Játiva, 1968
- Scutellaria cypria Rech.f., 1941

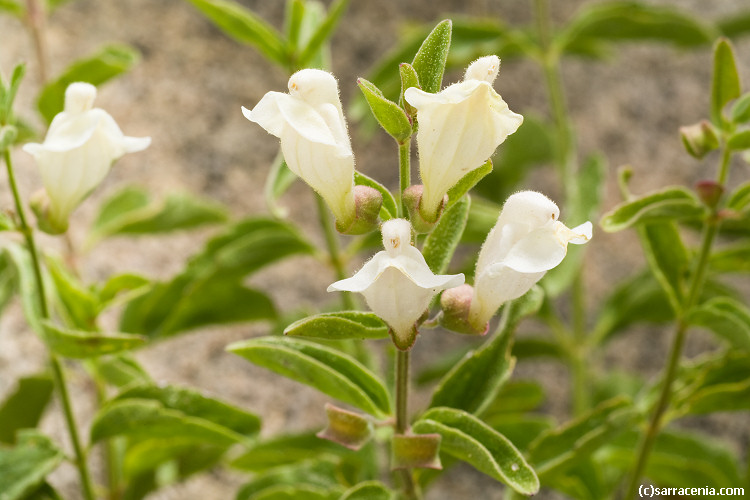
Scutellaria californica
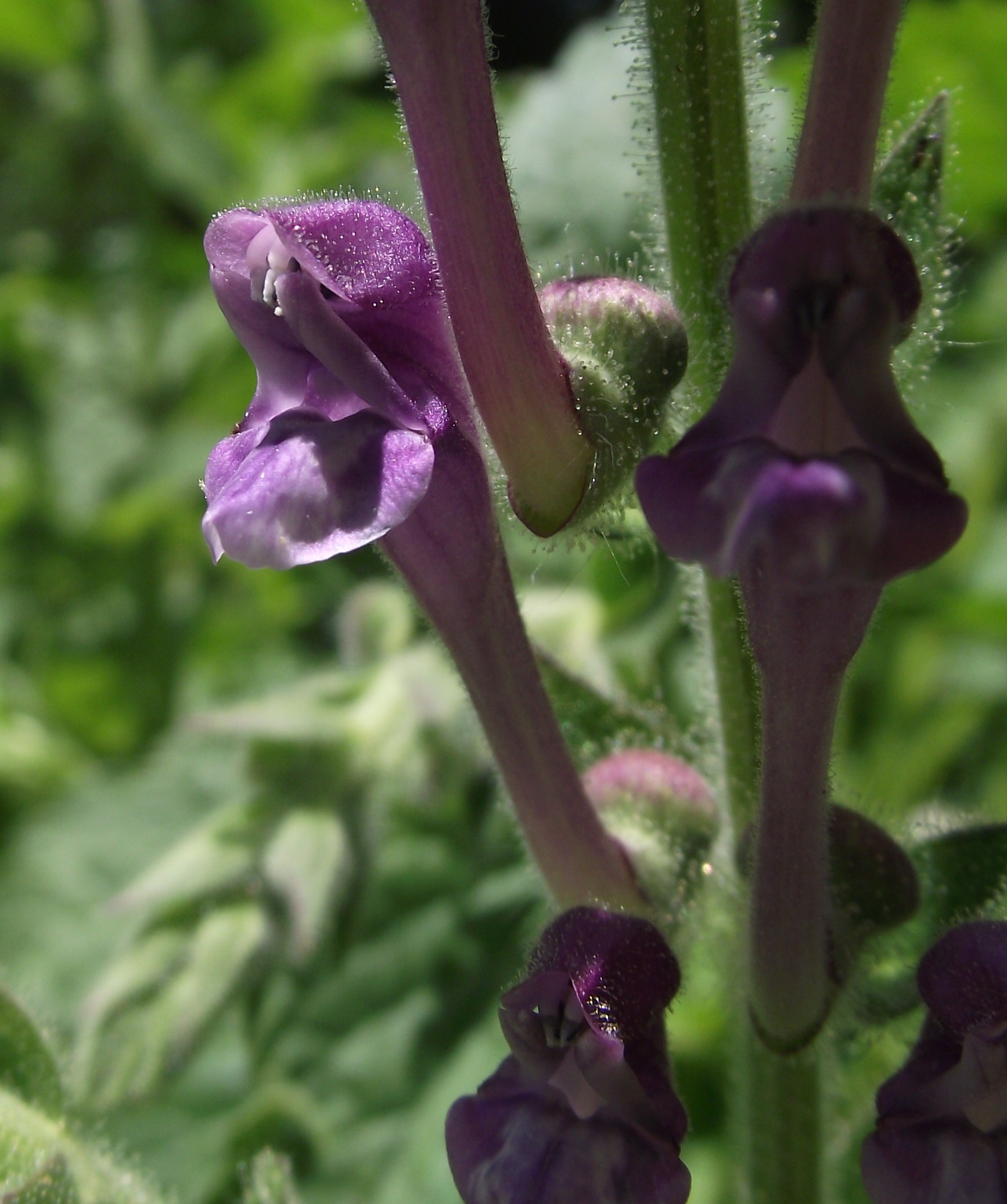
Scutellaria columnae
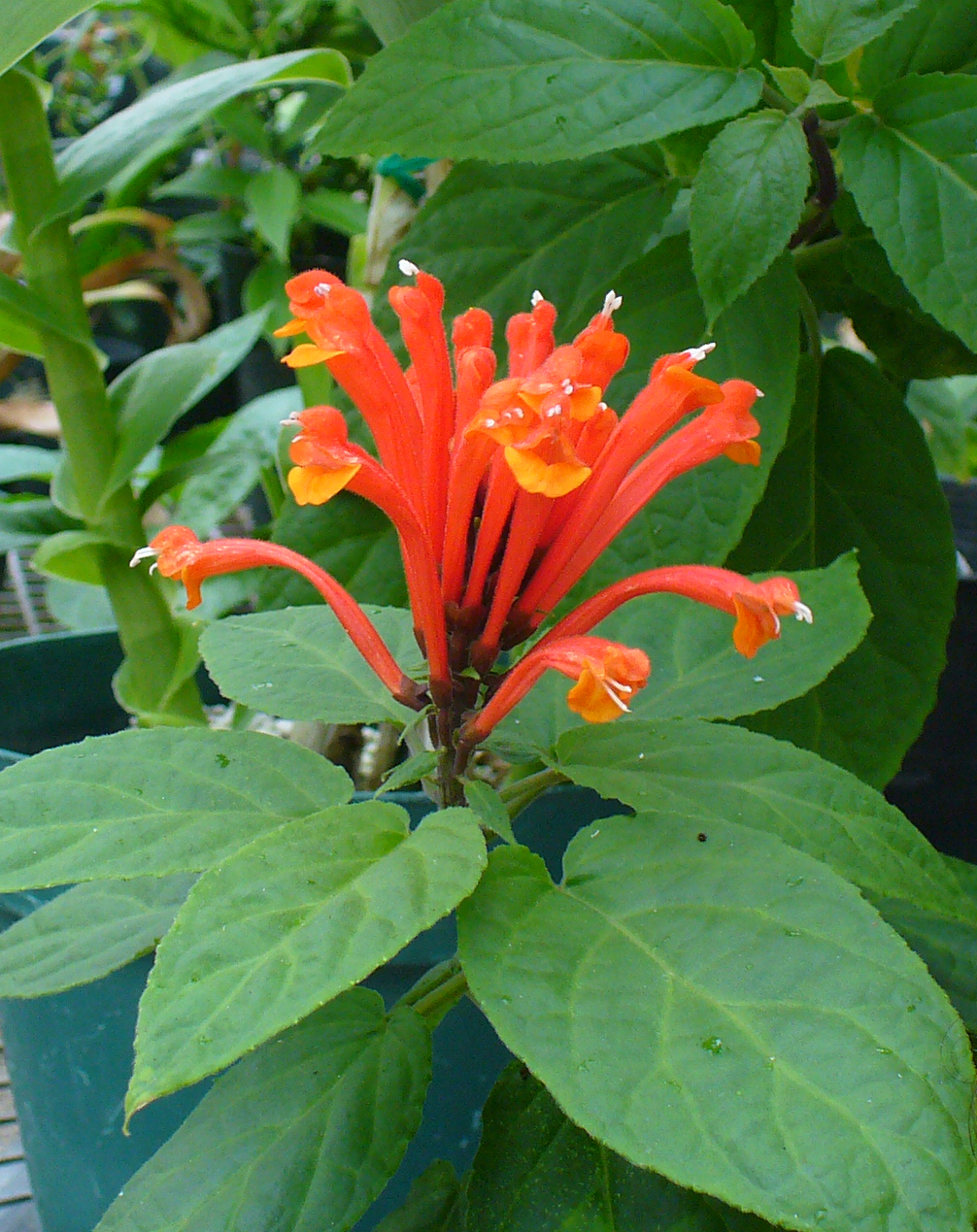
Scutellaria costaricana
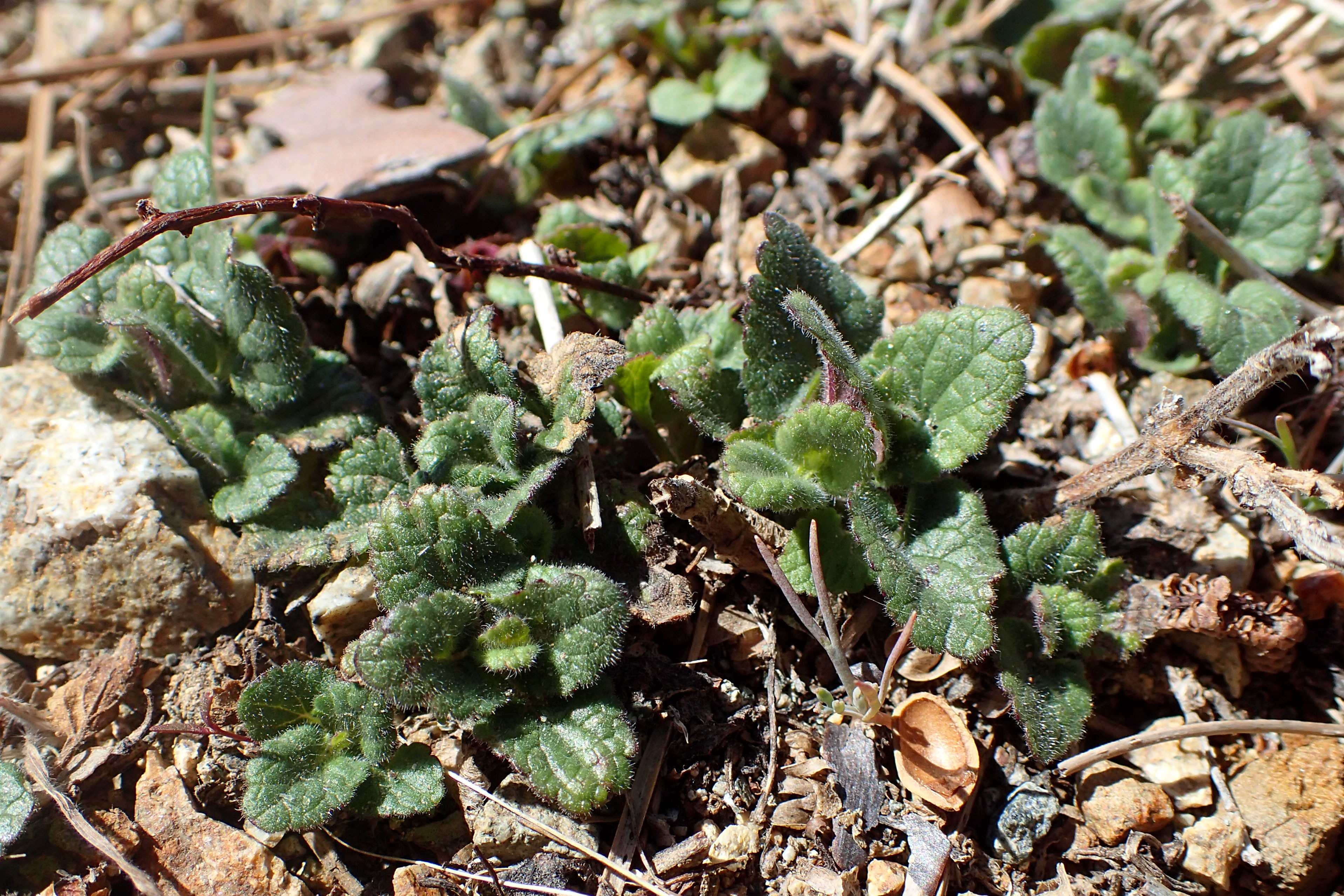
Scutellaria cypria

## D
- Scutellaria daghestanica Grossh., 1945
- Scutellaria darriensis Grossh., 1945
- Scutellaria darvasica Juz., 1951
- Scutellaria delavayi H.Lév., 1911
- Scutellaria dependens Maxim., 1859
- Scutellaria diffusa Benth., 1848
- Scutellaria discolor Colebr., 1830
- Scutellaria drummondii Benth., 1834
- Scutellaria dumetorum Schltdl., 1832
- Scutellaria durangensis B.L.Turner, 1994

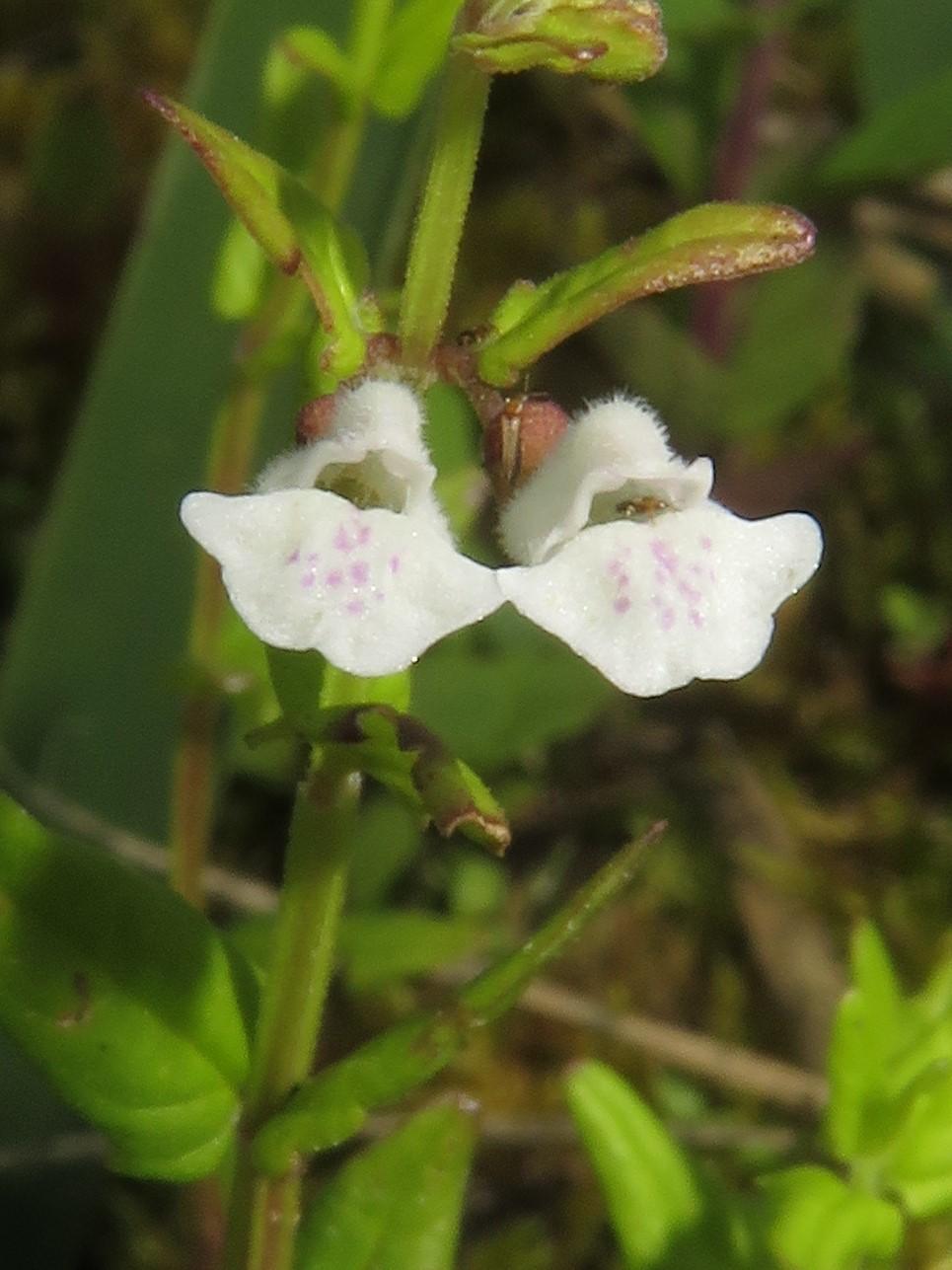
Scutellaria dependens
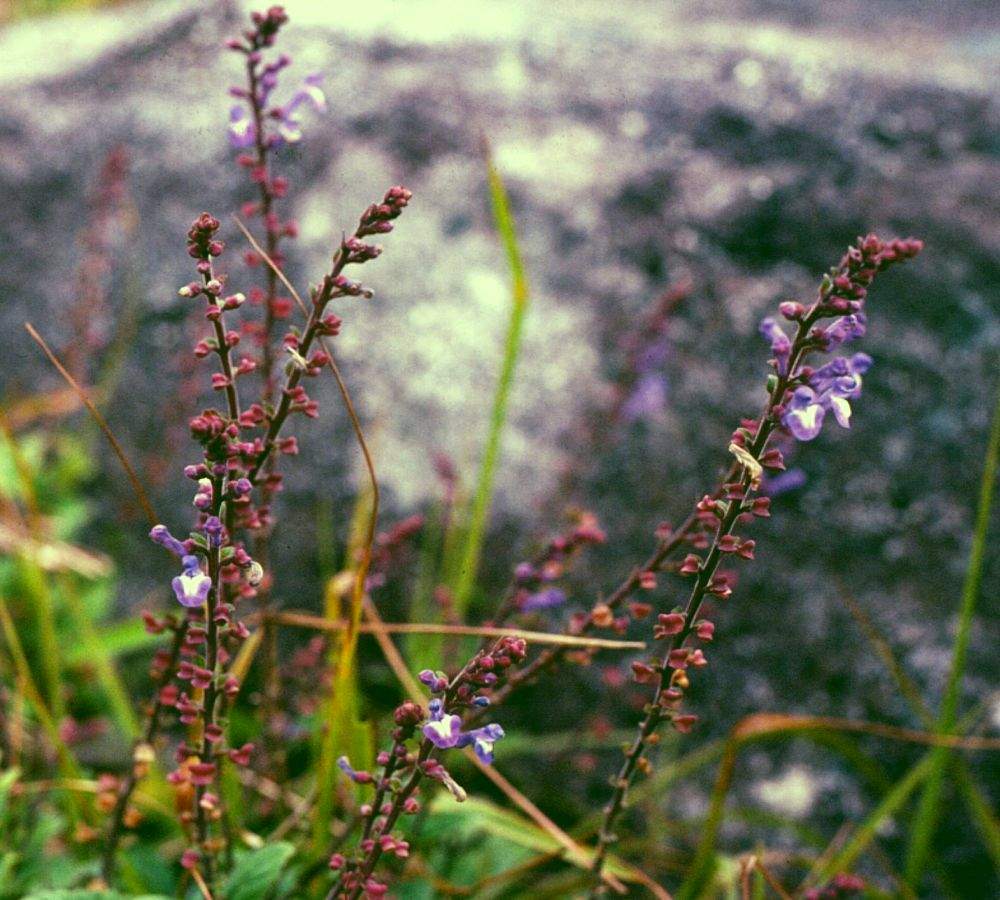
Scutellaria discolor

## E
- Scutellaria ebracteata A.Pool, 1998
- Scutellaria edelbergii Rech.f., 1955
- Scutellaria elliptica Muhl., 1793
- Scutellaria eplingii Legname, 1962

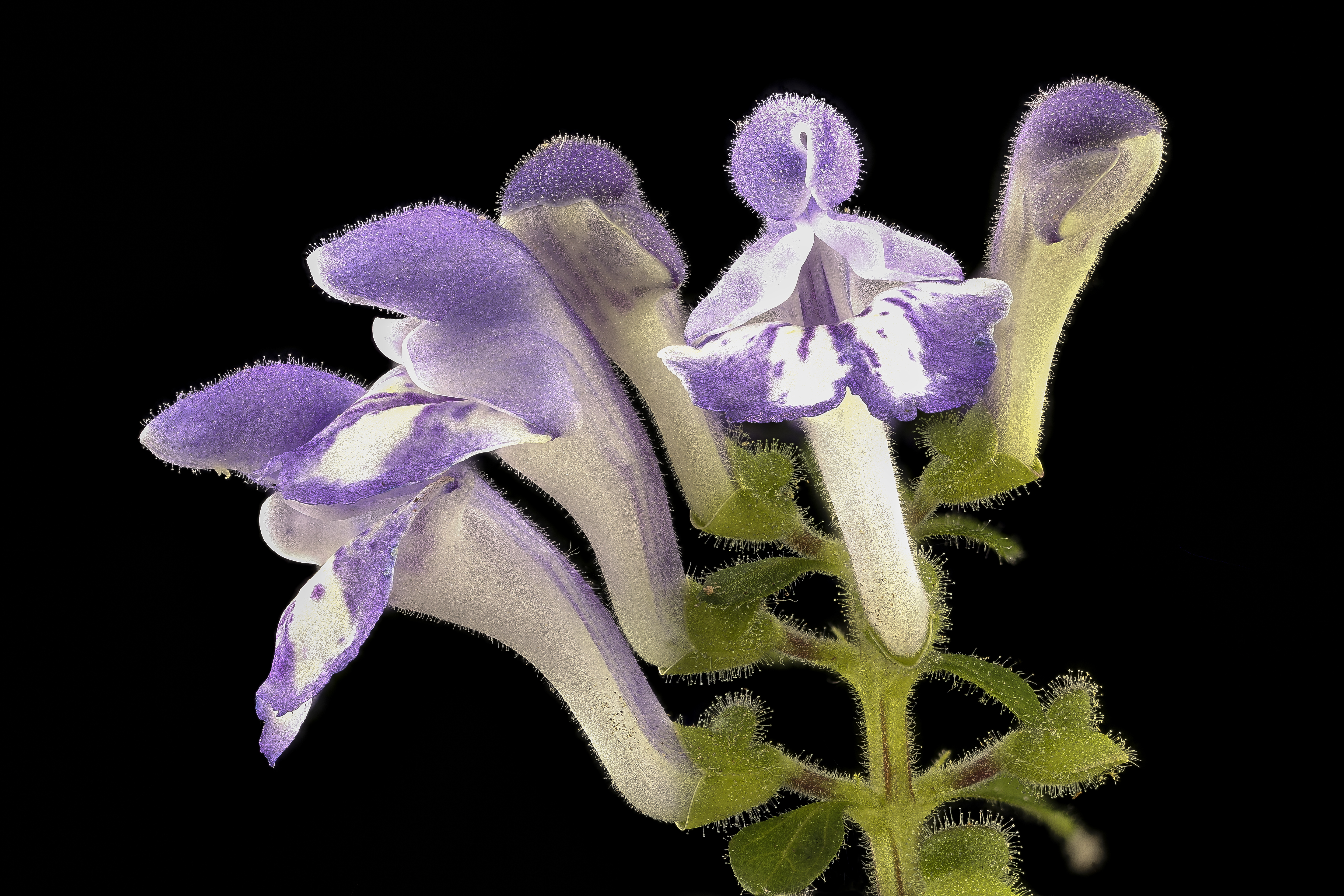
Scutellaria elliptica

## F
- Scutellaria farsistanica Rech.f., 1982
- Scutellaria fauriei H.Lév. & Vaniot, 1910
- Scutellaria fedschenkoi Bornm., 1918
- Scutellaria filicaulis Regel, 1882
- Scutellaria flabellulata Juz., 1954
- Scutellaria flocculosa Epling & Mathias, 1957
- Scutellaria floridana Chapm., 1860
- Scutellaria fontqueri Ortega Oliv. & Devesa, 1998
- Scutellaria formosa Leonard, 1927
- Scutellaria formosana N.E.Br., 1894
- Scutellaria forrestii Diels, 1912
- Scutellaria fragillima Rech.f., 1982
- Scutellaria franchetiana H.Lév., 1911
- Scutellaria fraxinea Epling, 1951
- Scutellaria fruticetorum Epling, 1951

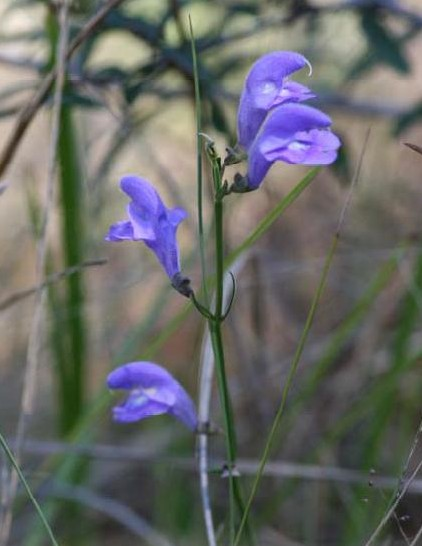
Scutellaria floridana
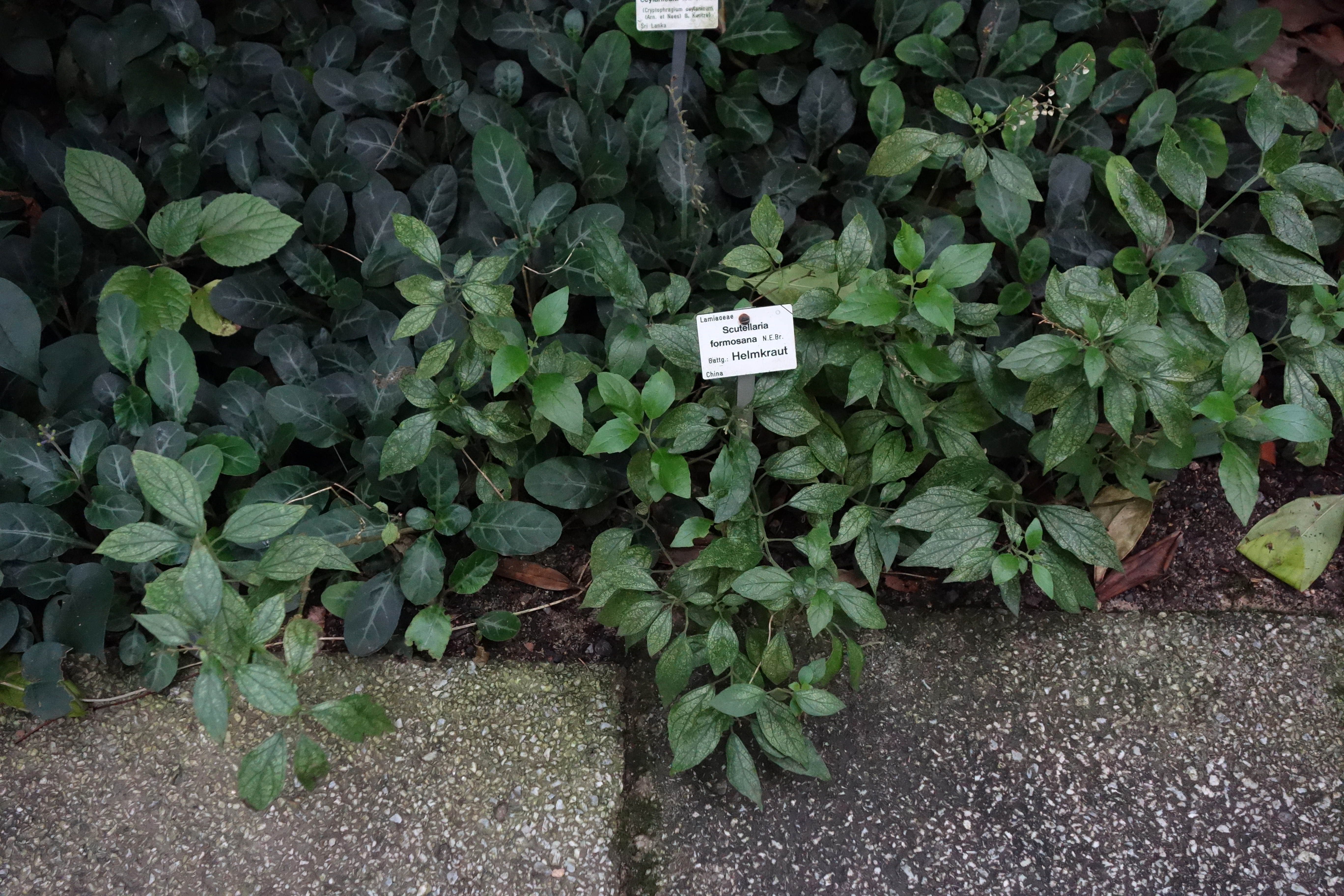
Scutellaria formosana

## G
- Scutellaria galericulata L., 1753
- Scutellaria galerita Epling, 1939
- Scutellaria gardoquioides (Benth.) Benth., 1848
- Scutellaria gaumeri Leonard, 1927
- Scutellaria ghorana Hedge, 1968
- Scutellaria glabrata Vved., 1954
- Scutellaria glabriuscula Fernald, 1902
- Scutellaria glandulosa Hook.f., 1885
- Scutellaria glaphymstachys Rech.f., 1941
- Scutellaria glechomifolia H.Lév. & Vaniot, 1910
- Scutellaria glechomoides Boiss., 1848
- Scutellaria glutinosa Benth., 1848
- Scutellaria gontscharovii Juz., 1951
- Scutellaria grandiflora Sims, 1803
- Scutellaria granulosa Juz., 1954
- Scutellaria grossa Wall., 1830
- Scutellaria grossecrenata Merr. & Chun ex C.Y.Wu, 1977
- Scutellaria grossheimiana Juz., 1951
- Scutellaria guatemalensis Leonard, 1927
- Scutellaria guilielmii A.Gray, 1872
- Scutellaria guttata Nevski ex Juz., 1951

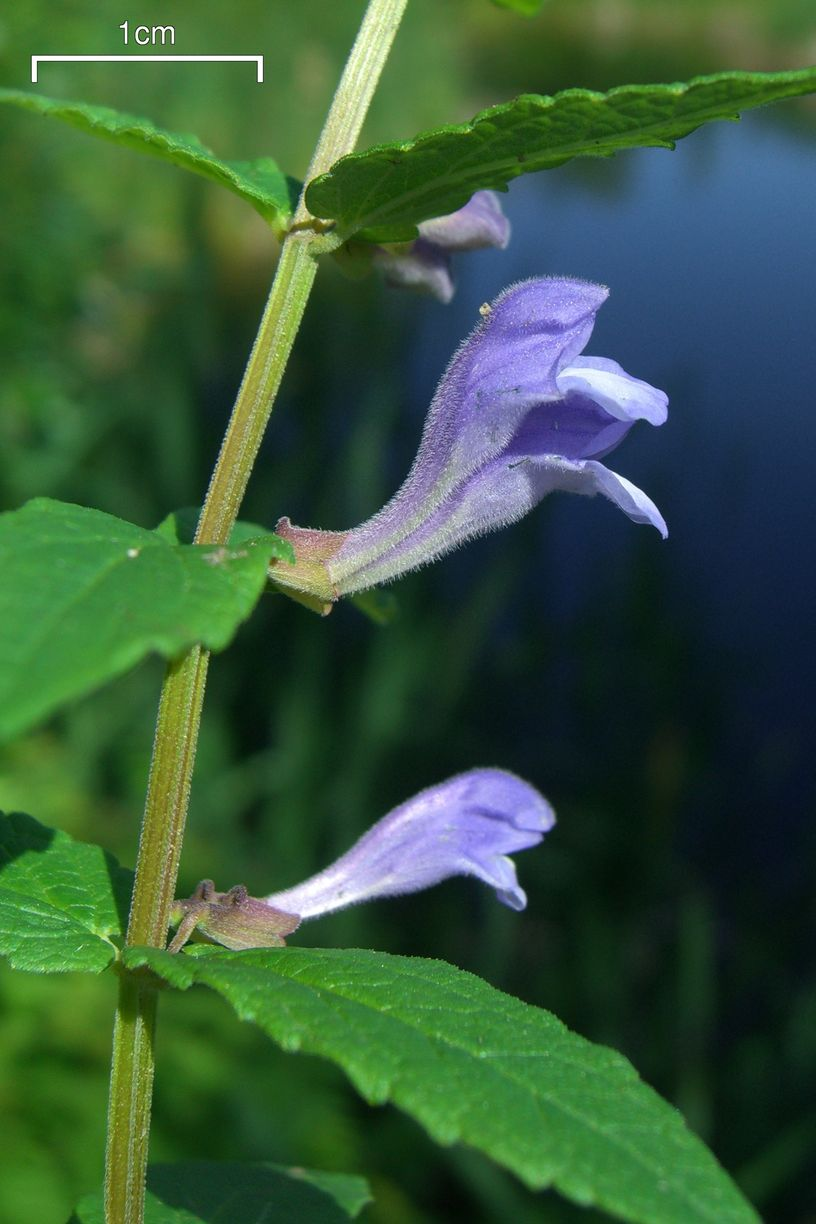
Scutellaria galericulata

## H
- Scutellaria haematochlora Juz., 1951
- Scutellaria haesitabunda Juz. ex Kochk., 1986
- Scutellaria hainanensis C.Y.Wu, 1977
- Scutellaria hastifolia L., 1753
- Scutellaria havanensis Jacq., 1760
- Scutellaria helenae Albov, 1890
- Scutellaria heterophylla Montbret & Aucher ex Benth., 1836
- Scutellaria heterotricha Juz. & Vved., 1951
- Scutellaria heydei Hook.f., 1885
- Scutellaria hintoniana Epling, 1939
- Scutellaria hintoniorum Henr., 1990
- Scutellaria hirta Sm., 1809
- Scutellaria hispidula B.L.Rob., 1891
- Scutellaria hissarica B.Fedtsch., 1913
- Scutellaria holosericea Gontsch. ex Juz., 1951
- Scutellaria honanensis C.Y.Wu & H.W.Li, 1977
- Scutellaria hookeri Epling, 1936
- Scutellaria humilis R.Br., 1810
- Scutellaria hunanensis C.Y.Wu, 1977
- Scutellaria hypericifolia H.Lév., 1911

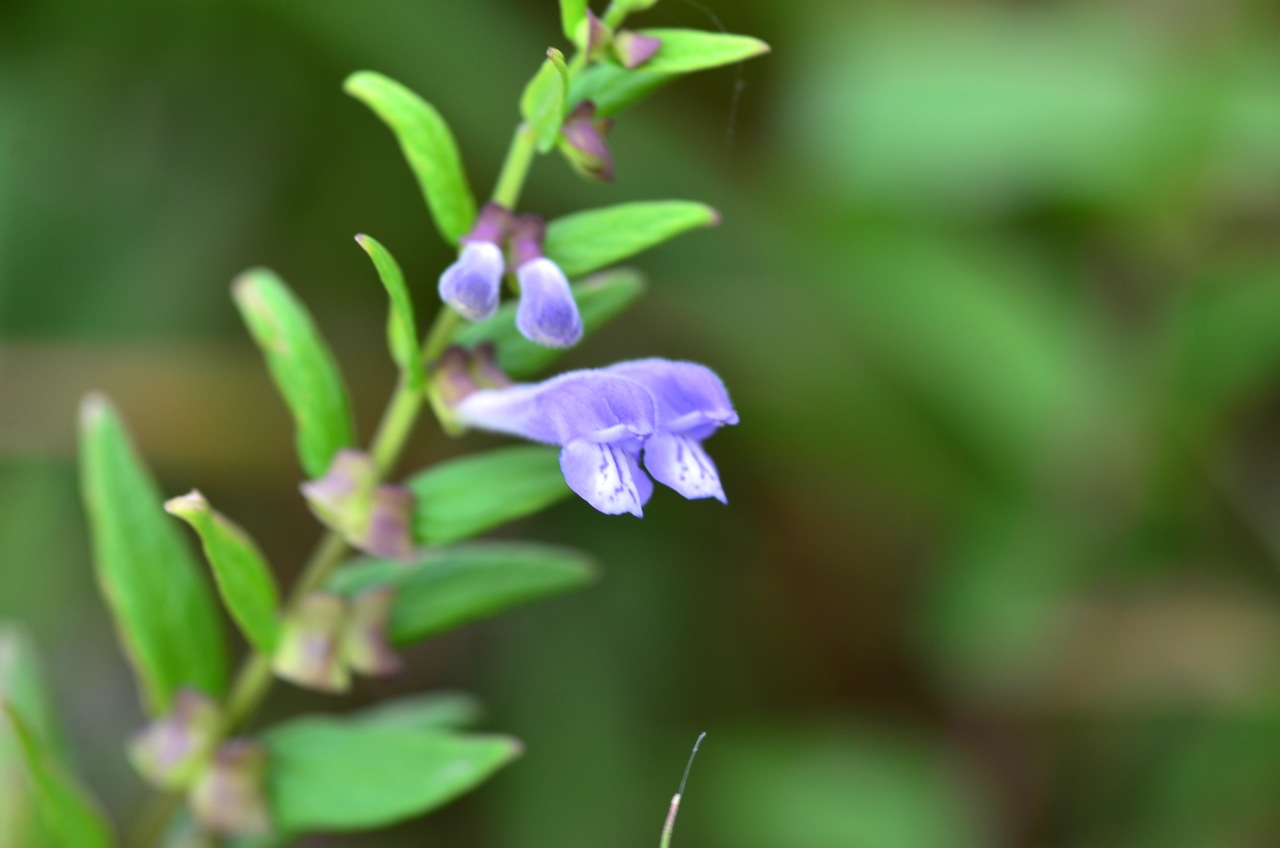
Scutellaria hastifolia
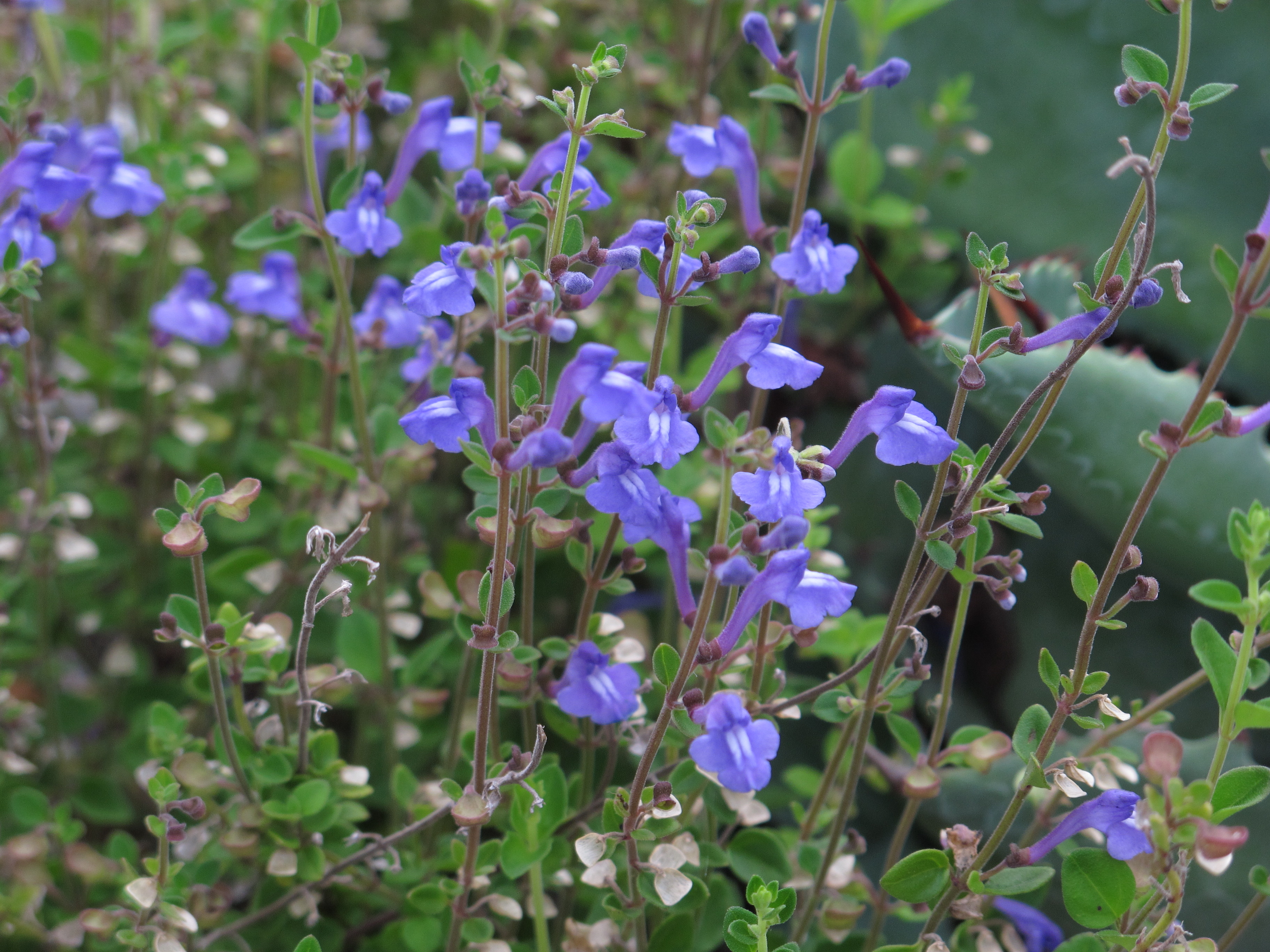
Scutellaria havanensis

## I
- Scutellaria immaculata Nevski ex Juz., 1951
- Scutellaria incana Spreng., 1807
- Scutellaria incarnata Vent., 1807
- Scutellaria incisa Y.Z.Sun ex C.H.Hu, 1966
- Scutellaria incurva Wall., 1830
- Scutellaria indica L., 1753
- Scutellaria inghokensis Metcalf, 1933
- Scutellaria insignis Nakai, 1915
- Scutellaria integrifolia L., 1753
- Scutellaria intermedia Popov, 1926
- Scutellaria irrasa Epling, 1936
- Scutellaria iskanderi Juz., 1951

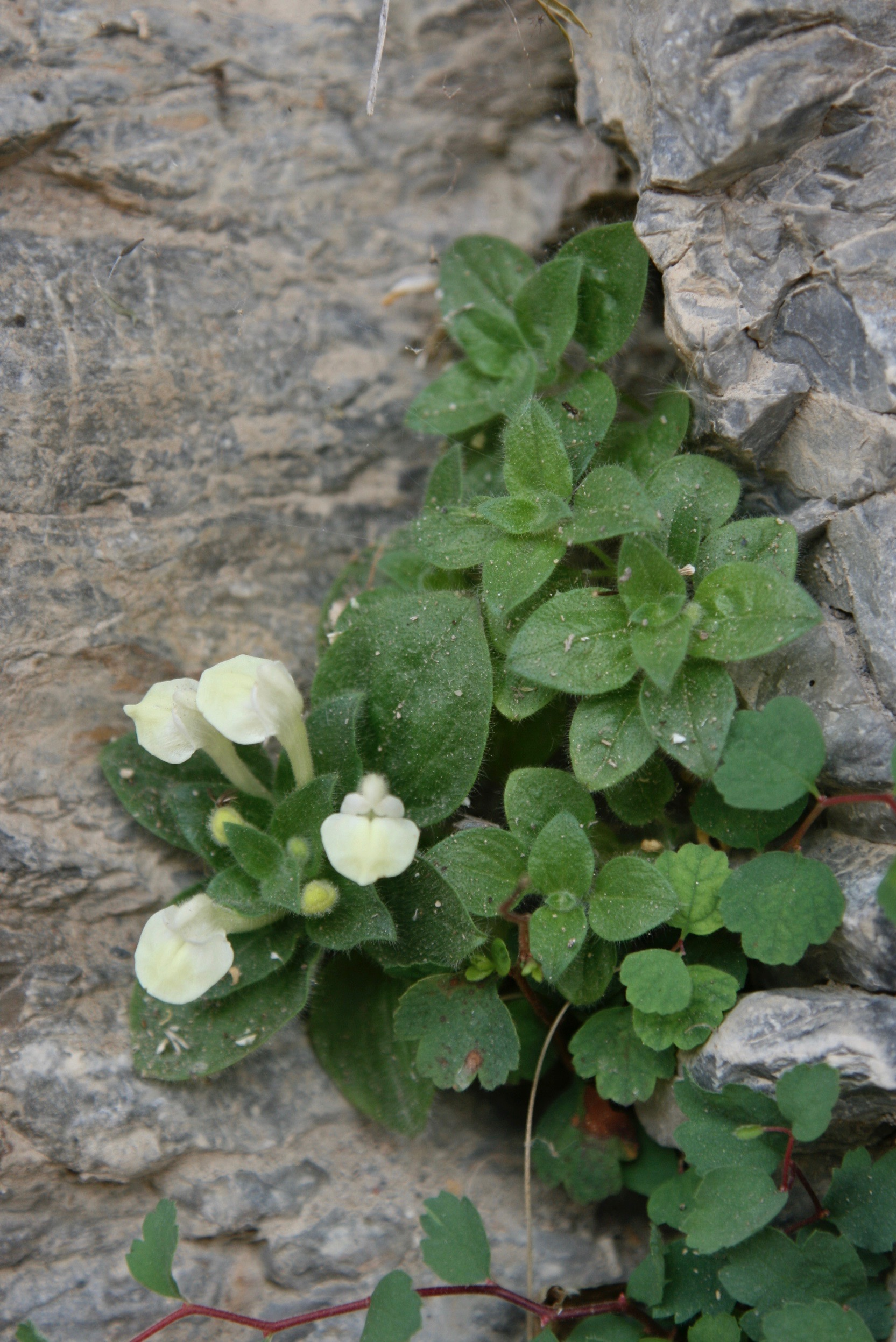
Scutellaria immaculata
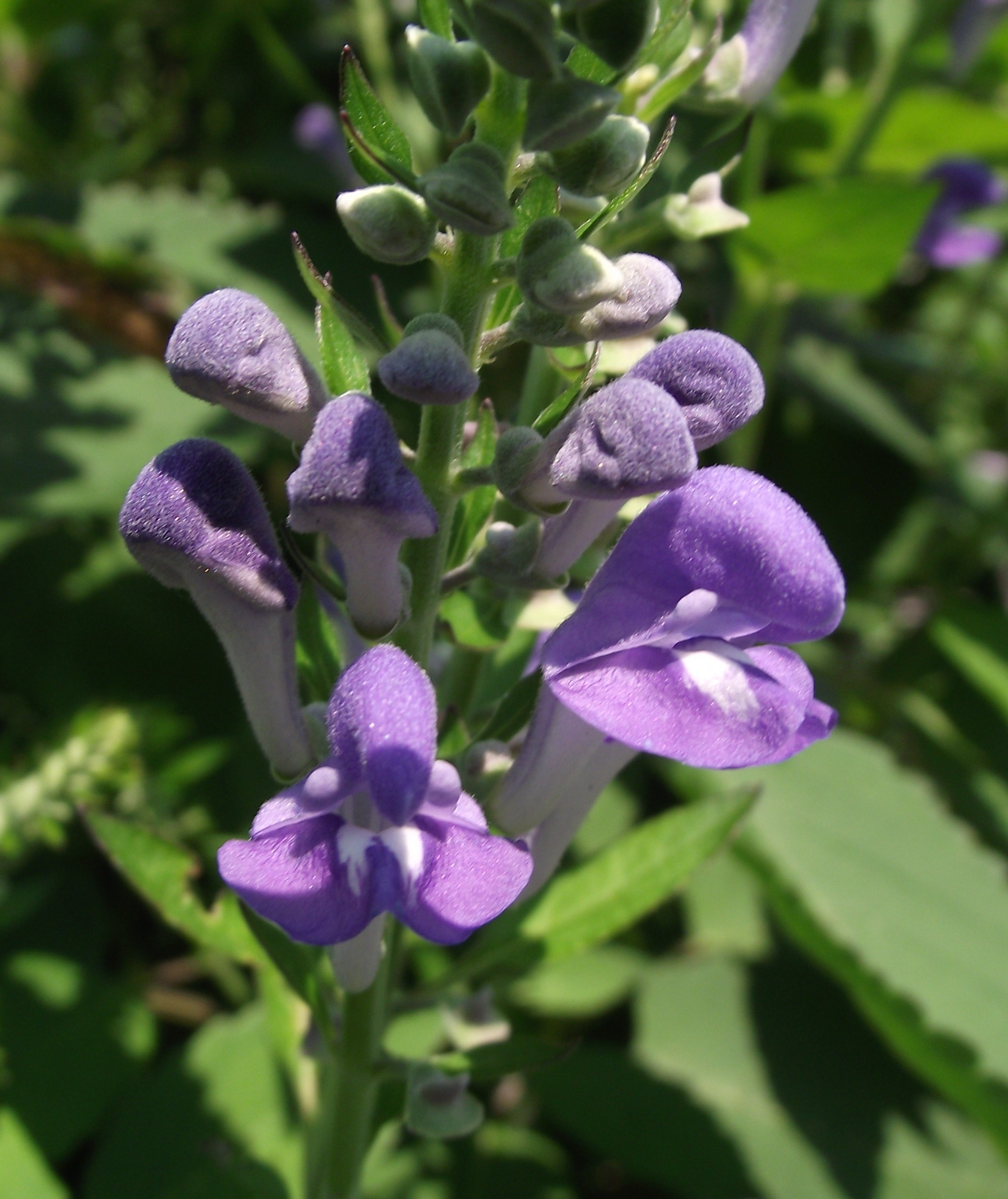
Scutellaria incana
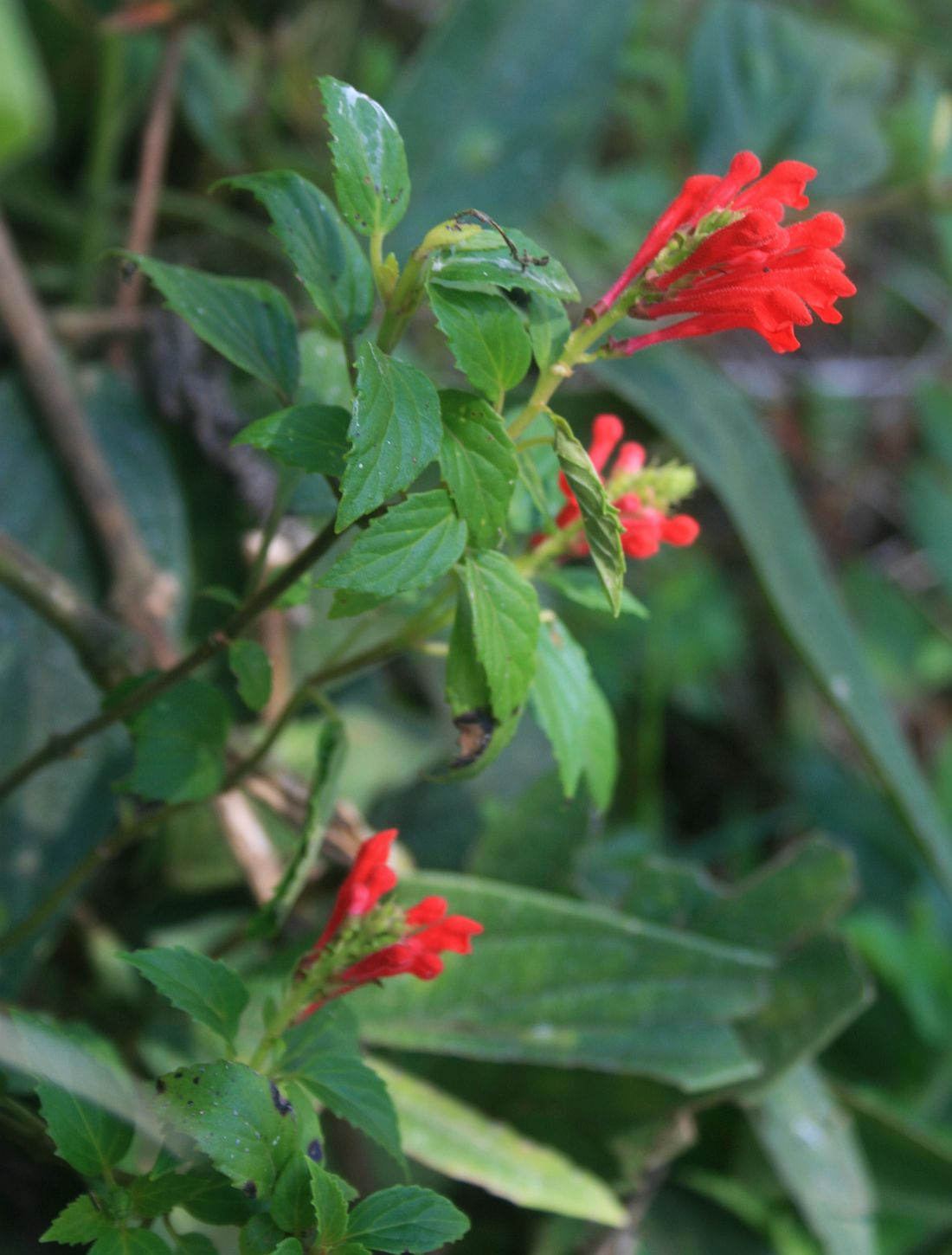
Scutellaria incarnata
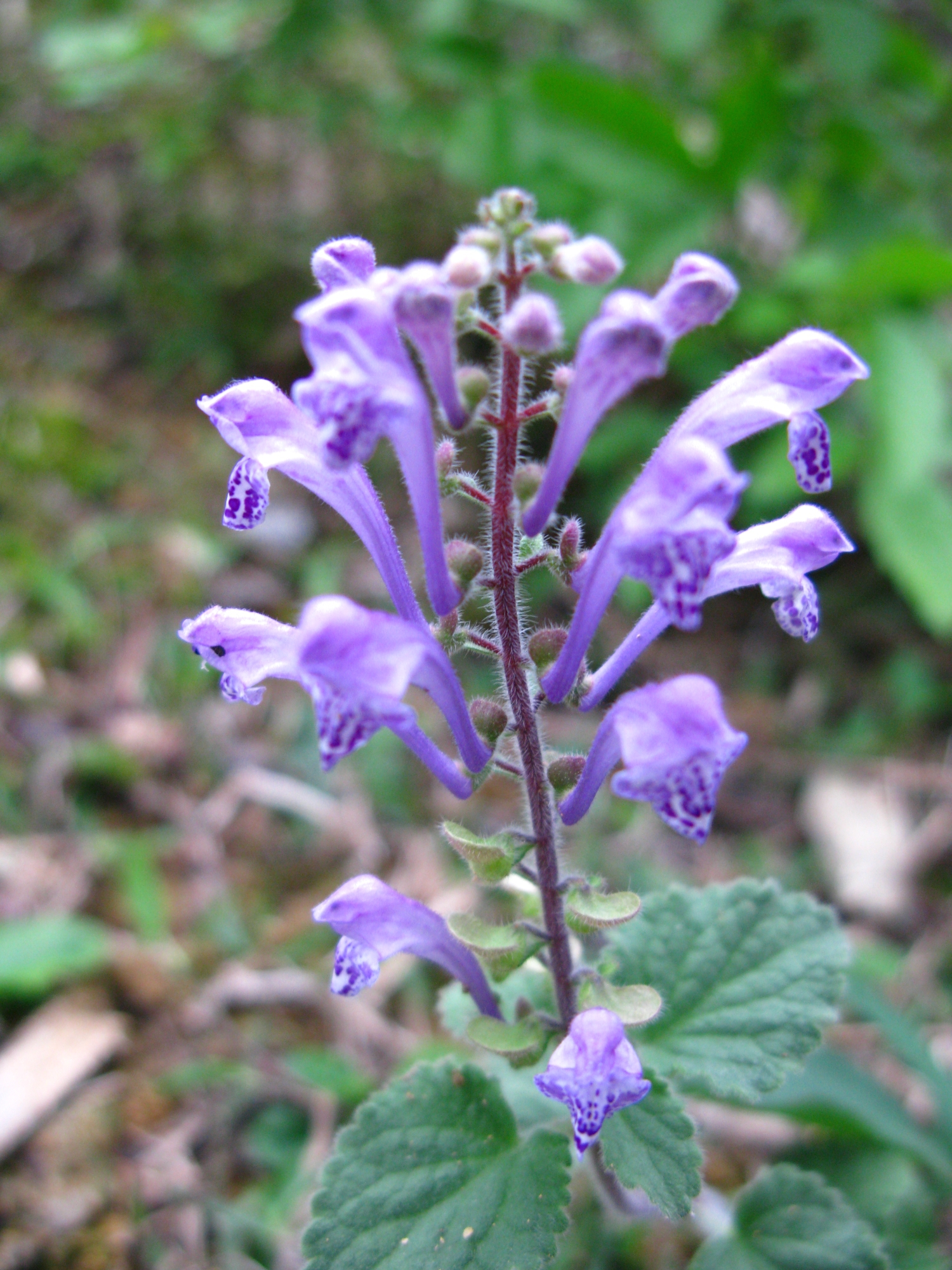
Scutellaria indica
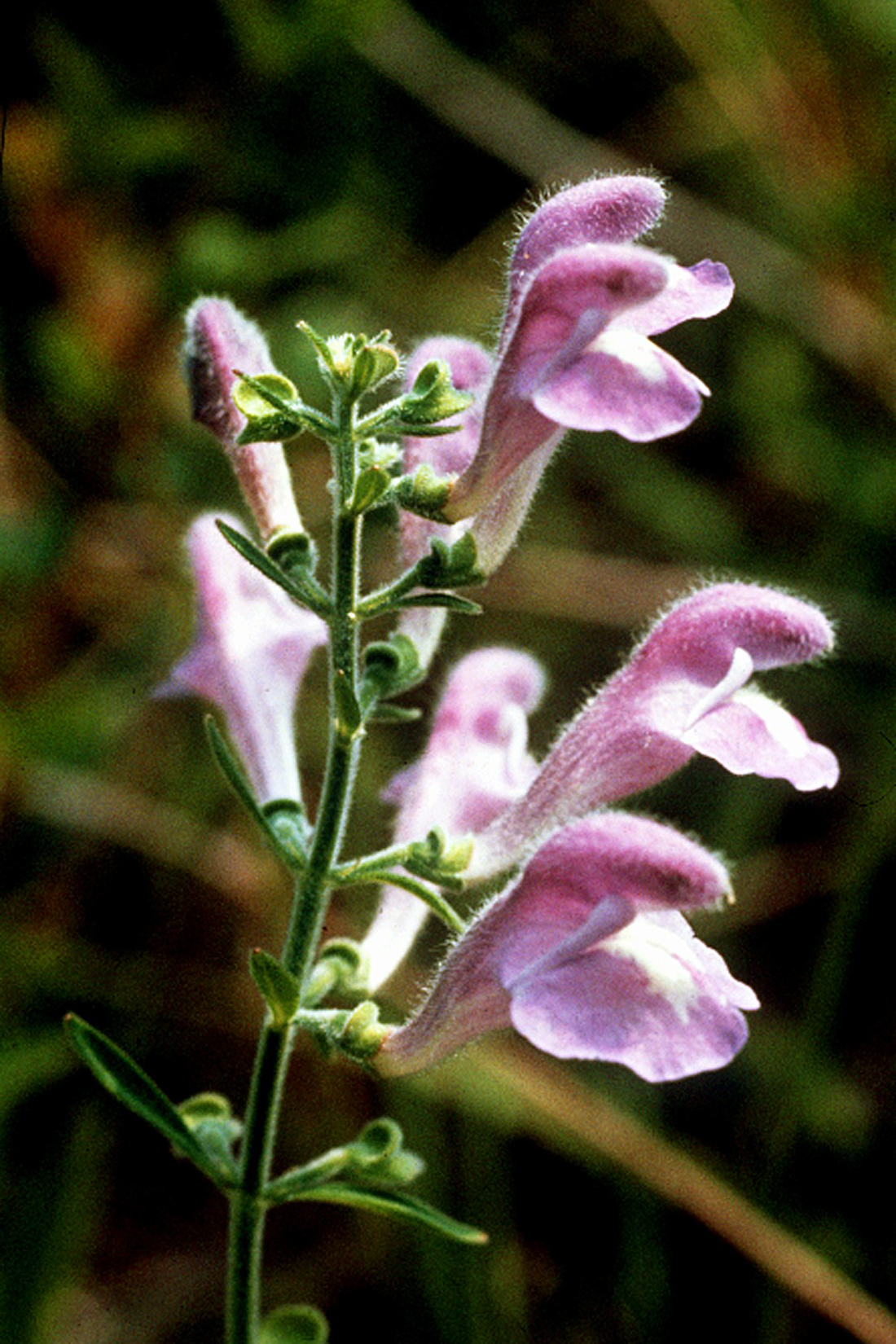
Scutellaria integrifolia

## J
- Scutellaria iyoensis Nakai, 1929
- Scutellaria jaliscana Epling, 1939
- Scutellaria javanica Jungh., 1853
- Scutellaria jodudiana B.Fedtsch., 1913
- Scutellaria juzepczukii Gontsch., 1938

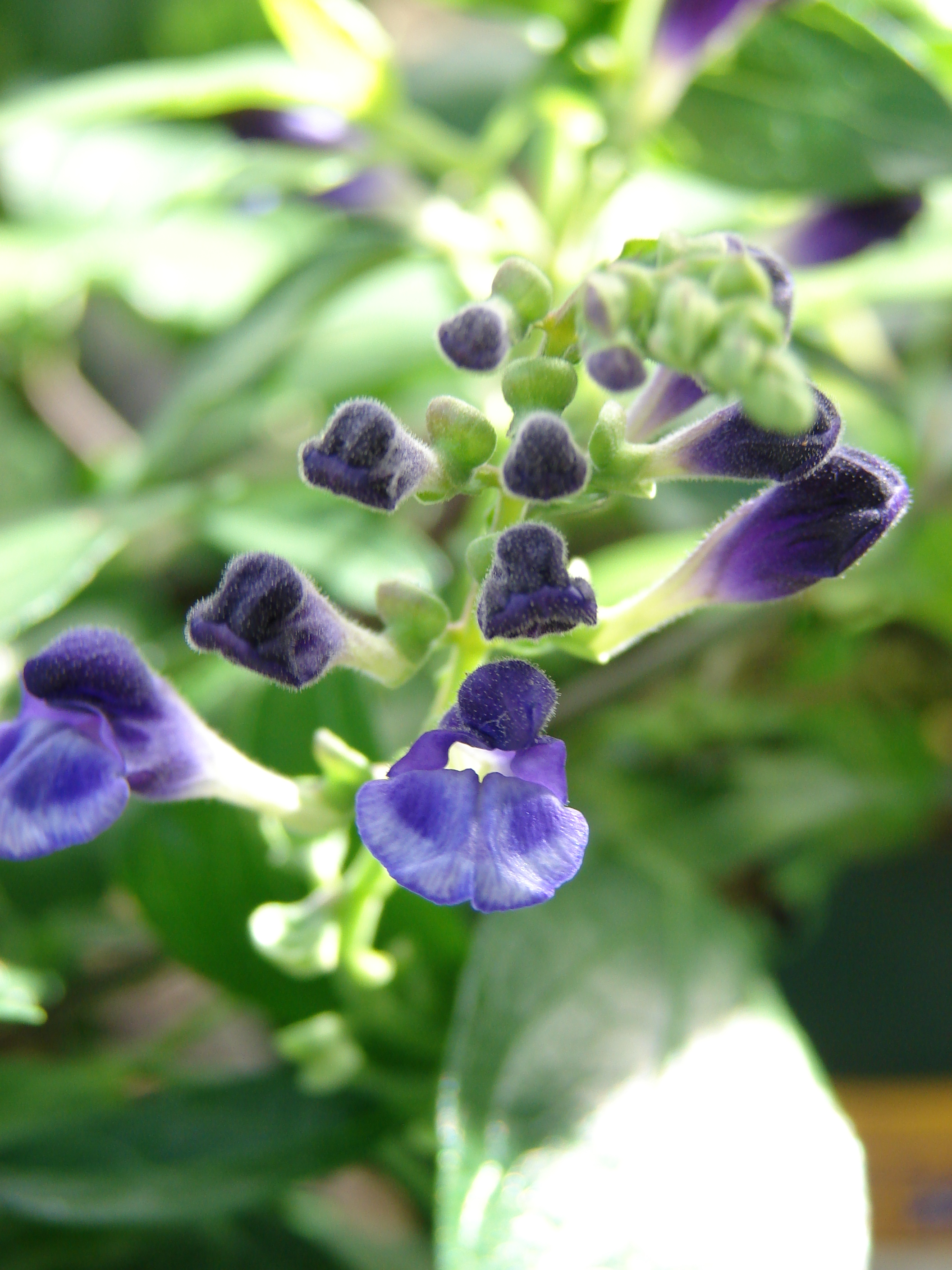
Scutellaria javanica

## K
- Scutellaria kamelinii M.N.Abdull., 1994
- Scutellaria karatavica Juz., 1951
- Scutellaria karjaginii Grossh., 1945
- Scutellaria karkaralensis Juz., 1951
- Scutellaria khasiana C.B.Clarke ex Hook.f., 1885
- Scutellaria kikai-insularis Hatus. ex T.Yamaz., 1993
- Scutellaria kingiana Prain, 1896
- Scutellaria kiusiana H.Hara, 1936
- Scutellaria knorringiae Juz., 1951
- Scutellaria kotkaiensis Rech.f., 1982
- Scutellaria krasevii Kom. & I.Schischk. ex Juz., 1951
- Scutellaria kugarti Juz., 1951
- Scutellaria kuromidakensis (Yahara) T.Yamaz., 1993
- Scutellaria kurssanovii Pavlov, 1938

## L
- Scutellaria lacei Hedge & A.J.Paton, 1990
- Scutellaria lactea A.Pool, 2006
- Scutellaria laeteviolacea Koidz., 1931
- Scutellaria laevis Shinners, 1962
- Scutellaria langbianensis Wernham, 1921
- Scutellaria lanipes Juz., 1954
- Scutellaria lateriflora L., 1753
- Scutellaria laxa Dunn, 1913
- Scutellaria leptosiphon Nevski, 1937
- Scutellaria leptostegia Juz., 1951
- Scutellaria leucantha Loes., 1905
- Scutellaria likiangensis Diels, 1912
- Scutellaria lilungensis S.S.Ying, 1991
- Scutellaria linarioides C.Y.Wu, 1977
- Scutellaria linczewskii Juz., 1951
- Scutellaria lindbergii Rech.f., 1982
- Scutellaria lindeniana Benth., 1848
- Scutellaria linearis Benth., 1830
- Scutellaria lipskyi Juz., 1951
- Scutellaria litwinowii Bornm. & Sint., 1914
- Scutellaria longifolia Benth., 1832
- Scutellaria longituba Koidz., 1918
- Scutellaria lotienensis C.Y.Wu & S.Chow, 1977
- Scutellaria lundellii Epling, 1939
- Scutellaria lutea J.D.Sm., 1888
- Scutellaria luteocaerulea Bornm. & Sint., 1914
- Scutellaria lutescens C.Y.Wu, 1977
- Scutellaria lutilabia T.M.Lane & G.L.Nesom, 1988

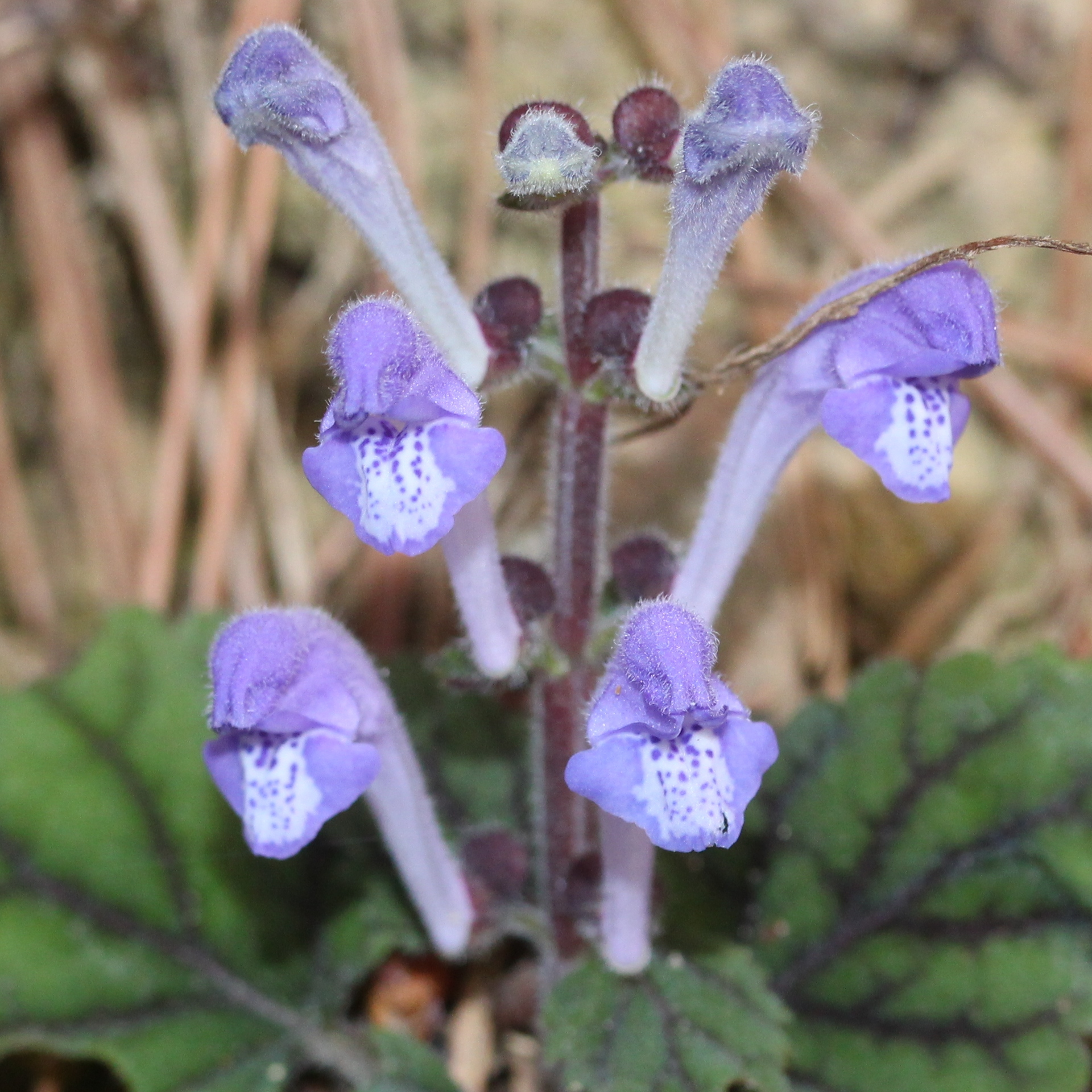
Scutellaria laeteviolacea
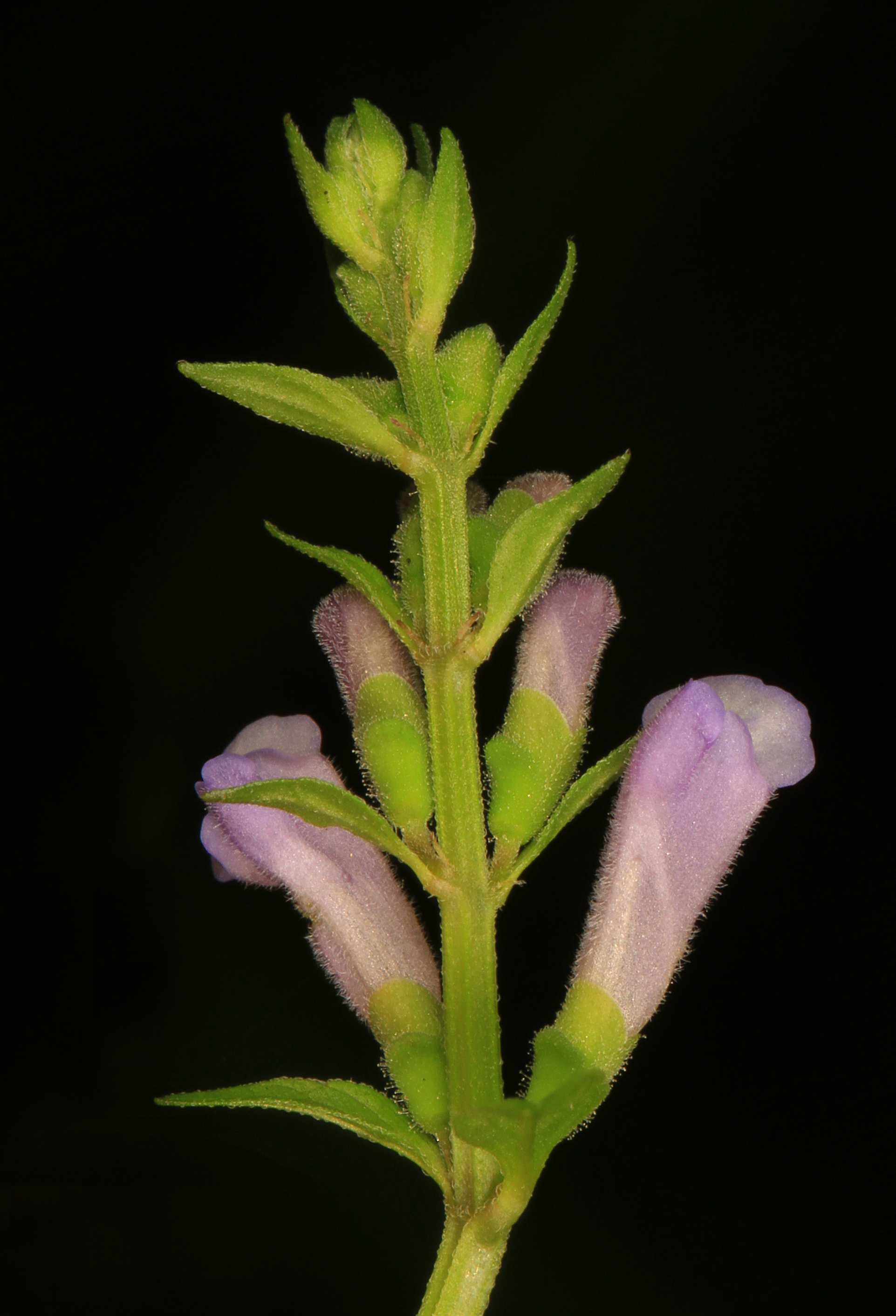
Scutellaria latiflora
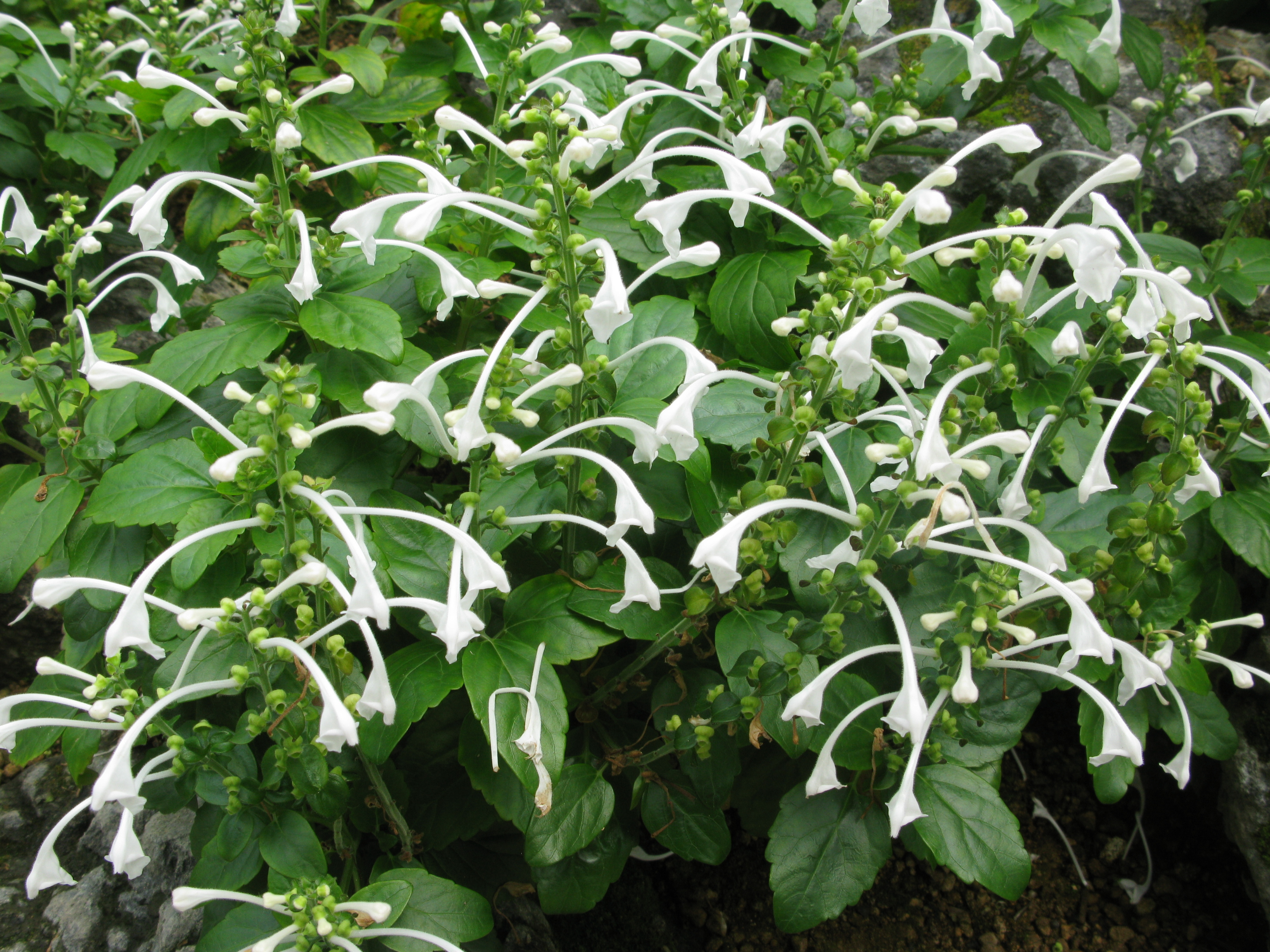
Scutellaria longituba

## M
- Scutellaria macra Epling, 1939
- Scutellaria macrochlamys Rech.f. & Fitz, 1955
- Scutellaria macrodonta Hand.-Mazz., 1936
- Scutellaria macrosiphon C.Y.Wu, 1977
- Scutellaria mairei H.Lév., 1912
- Scutellaria maxonii Leonard, 1927
- Scutellaria meehanioides C.Y.Wu, 1977
- Scutellaria megalaspis Rech.f., 1941
- Scutellaria megalodonta Juz., 1954
- Scutellaria megaphylla C.Y.Wu & H.W.Li, 1977
- Scutellaria mellichampii Small, 1903
- Scutellaria mesostegia Juz., 1951
- Scutellaria mexicana (Torr.) A.J.Paton, 1990
- Scutellaria microdasys Juz., 1951
- Scutellaria microphylla Moc. & Sessé ex Benth., 1832
- Scutellaria microphysa Juz., 1951
- Scutellaria microviolacea C.Y.Wu, 1977
- Scutellaria minor Huds., 1762
- Scutellaria mociniana Benth., 1834
- Scutellaria modesta Játiva & Epling, 1968
- Scutellaria molanguitensis Hiriart, 1986
- Scutellaria molinarum A.Pool, 2006
- Scutellaria mollifolia C.Y.Wu & H.W.Li, 1977
- Scutellaria mollis R.Br., 1810
- Scutellaria mongolica Sobolevsk., 1951
- Scutellaria moniliorhiza Kom., 1907
- Scutellaria montana Chapm., 1878
- Scutellaria monterreyana B.L.Turner, 1994
- Scutellaria mulleri B.L.Turner, 1994
- Scutellaria multibrachiata H.Lév. & Vaniot, 1910
- Scutellaria multicaulis Boiss., 1846
- Scutellaria multiflora Benth., 1832
- Scutellaria multiglandulosa (Kearney) Small ex Harper, 1900
- Scutellaria multiramosa A.Pool, 2006
- Scutellaria muramatsui H.Hara, 1936
- Scutellaria muriculata Epling, 1942
- Scutellaria muzquiziana B.L.Turner, 1994

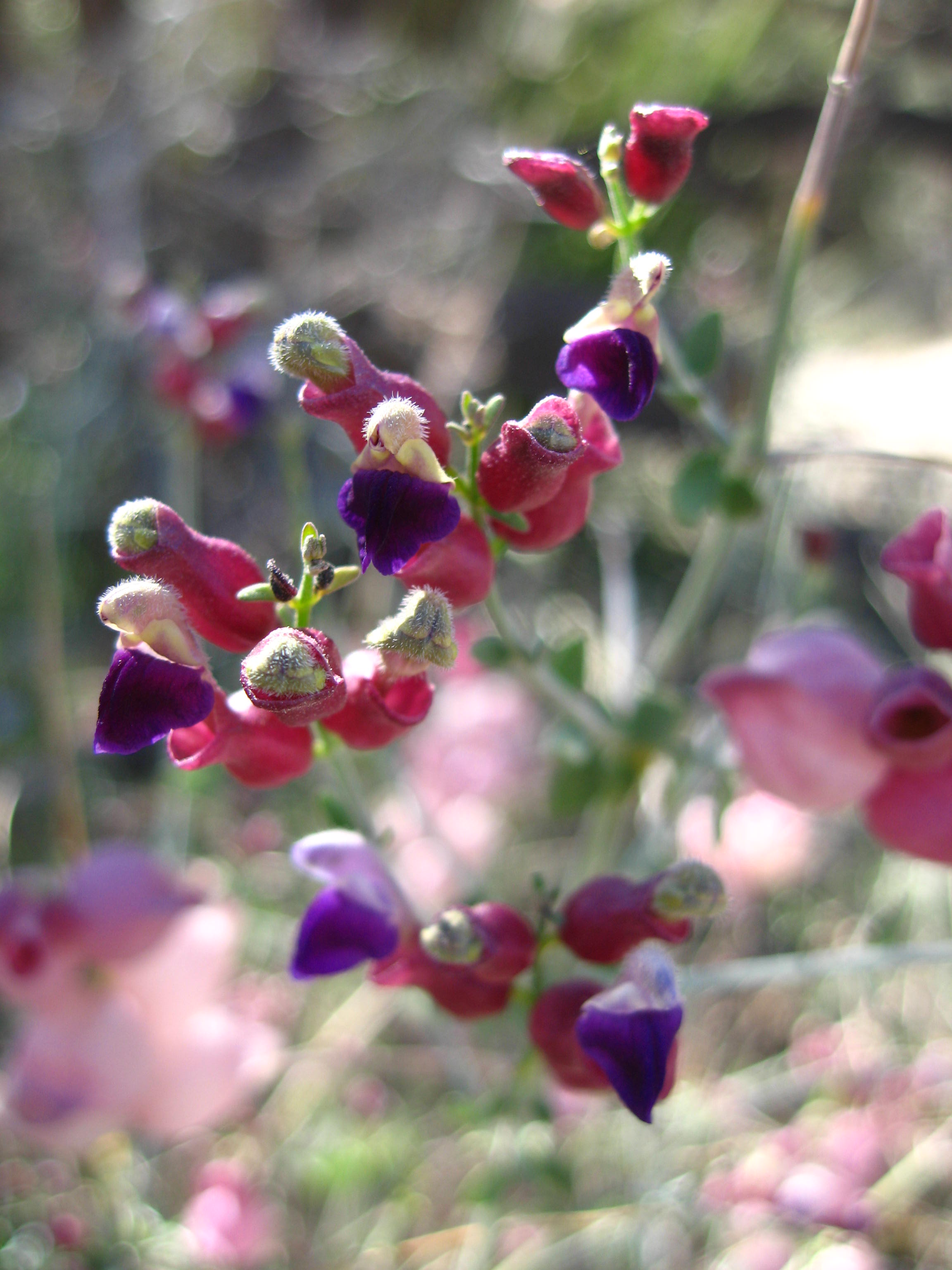
Scutellaria mexicana
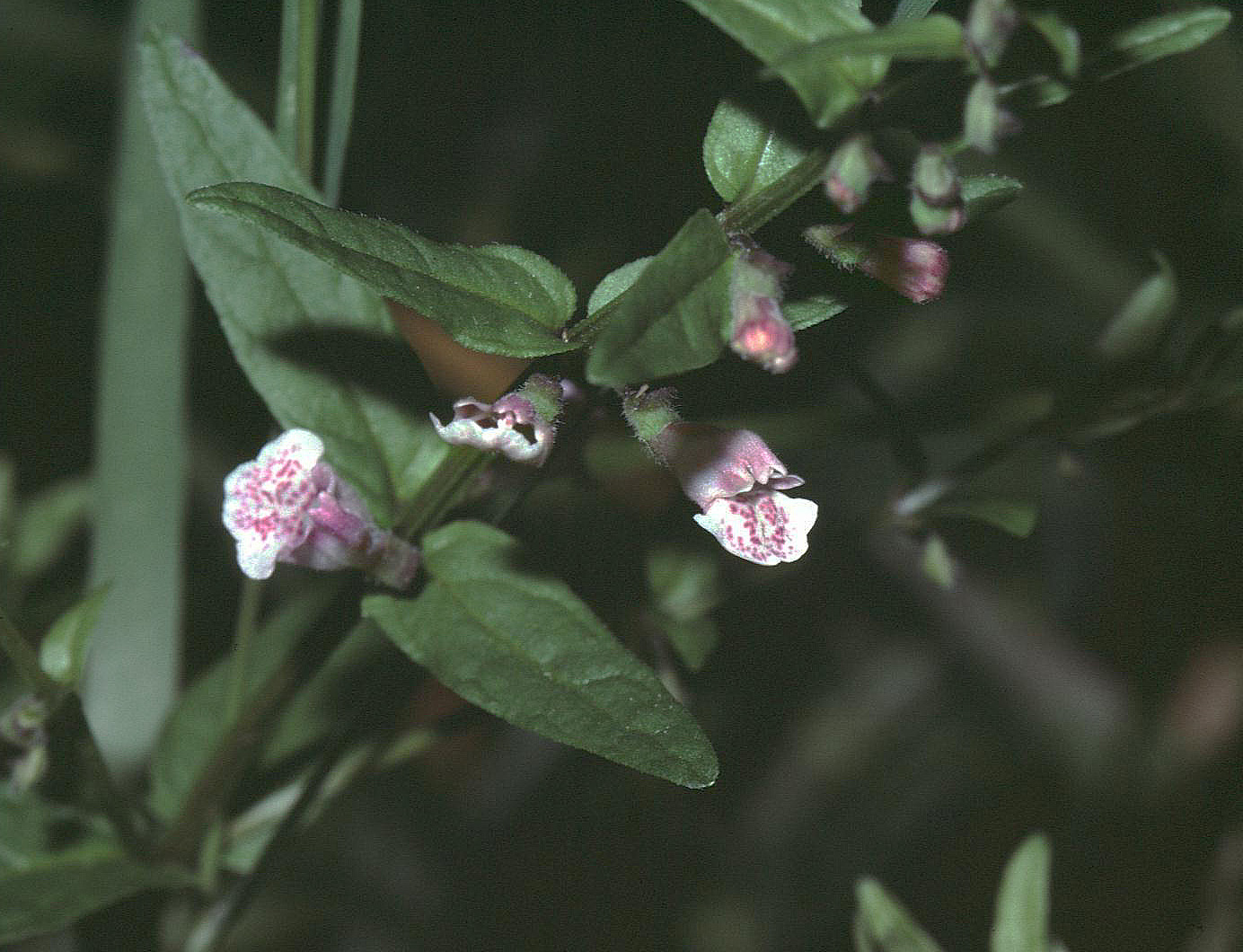
Scutellaria minor
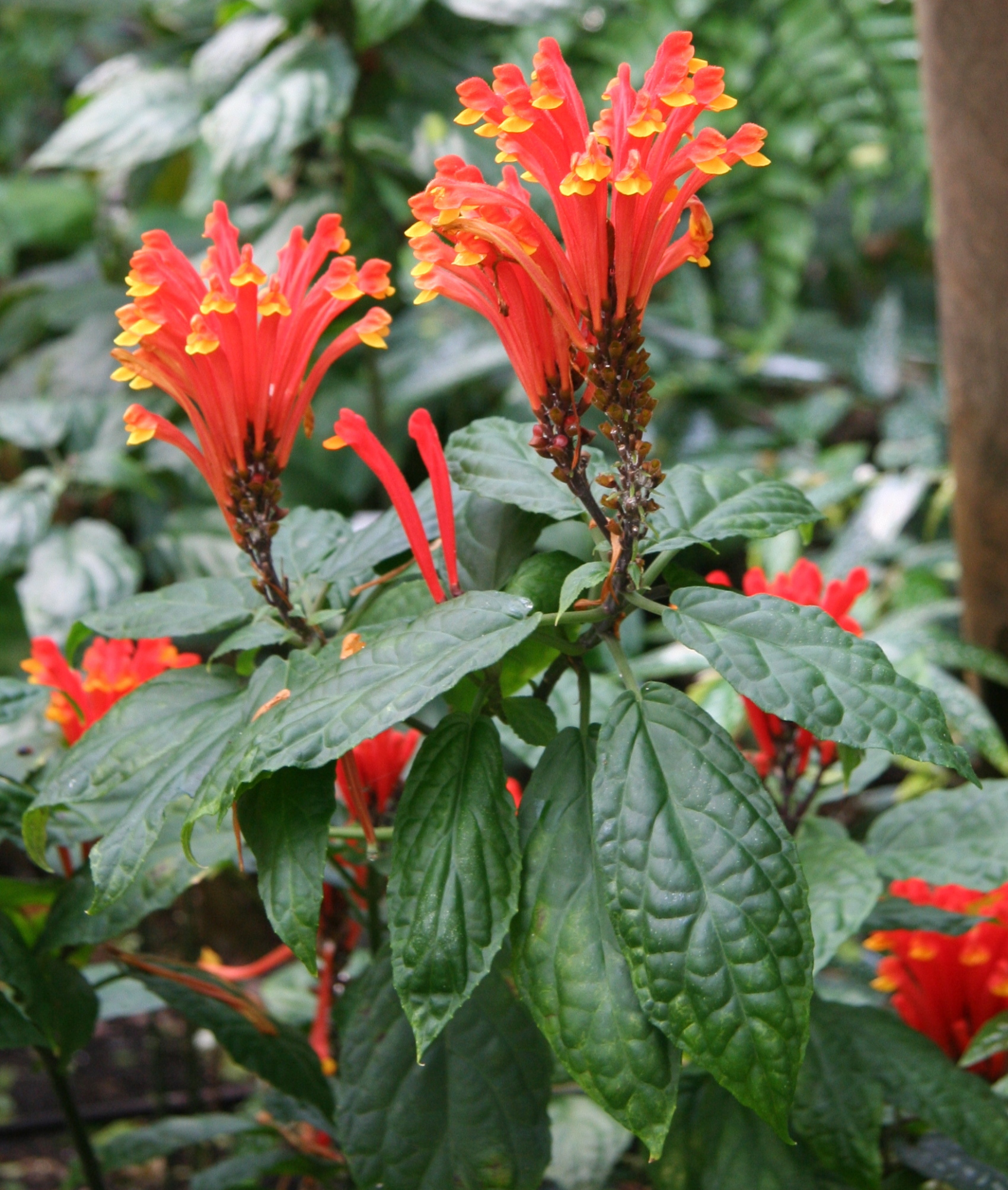
Scutellaria mociniana
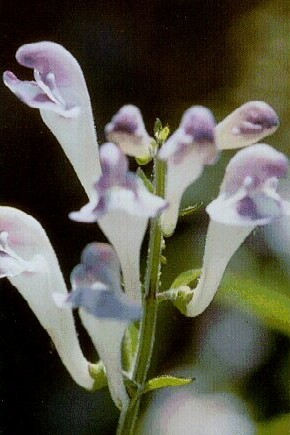
Scutellaria montana
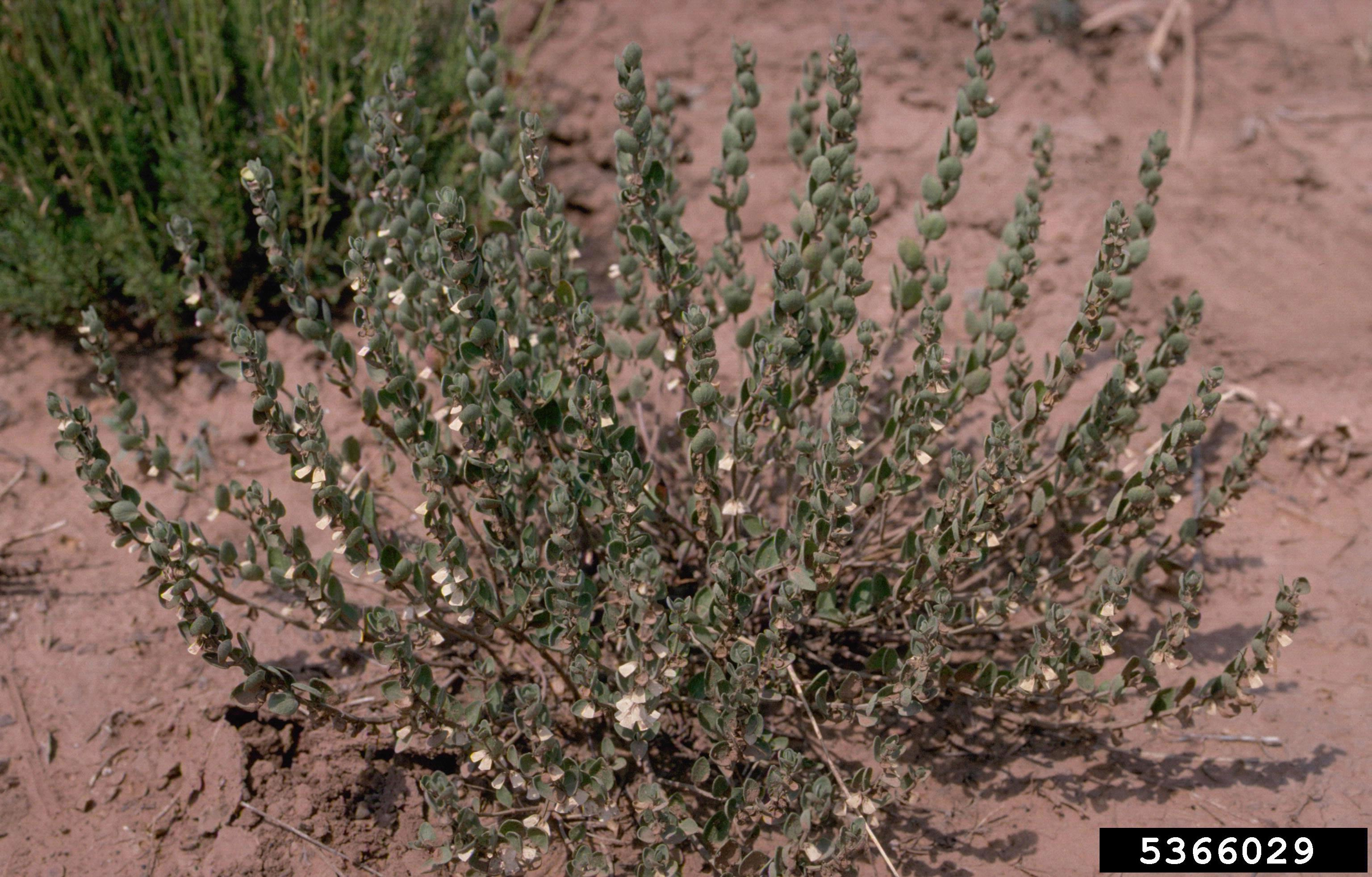
Scutellaria multiglandulosa

## N
- Scutellaria nana A.Gray, 1876
- Scutellaria navicularis Juz., 1951
- Scutellaria nepetifolia Benth., 1848
- Scutellaria nepetoides Popov ex Juz., 1951
- Scutellaria nervosa Pursh, 1813
- Scutellaria neubaueri Rech.f., 1955
- Scutellaria nevskii Juz. & Vved., 1951
- Scutellaria nigricans C.Y.Wu, 1977
- Scutellaria nigrocardia C.Y.Wu & H.W.Li, 1977
- Scutellaria novae-zelandiae Hook.f., 1855
- Scutellaria novorossica Juz., 1951
- Scutellaria nummulariifolia Hook.f., 1846
- Scutellaria nuristanica Rech.f., 1955

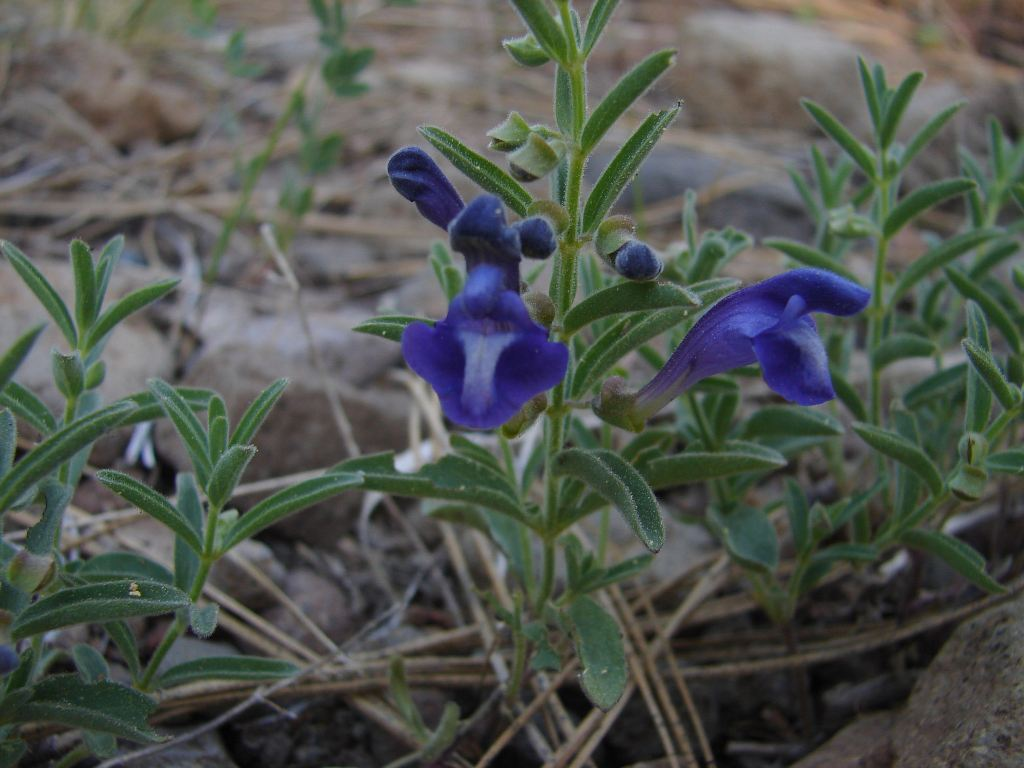
Scutellaria nana
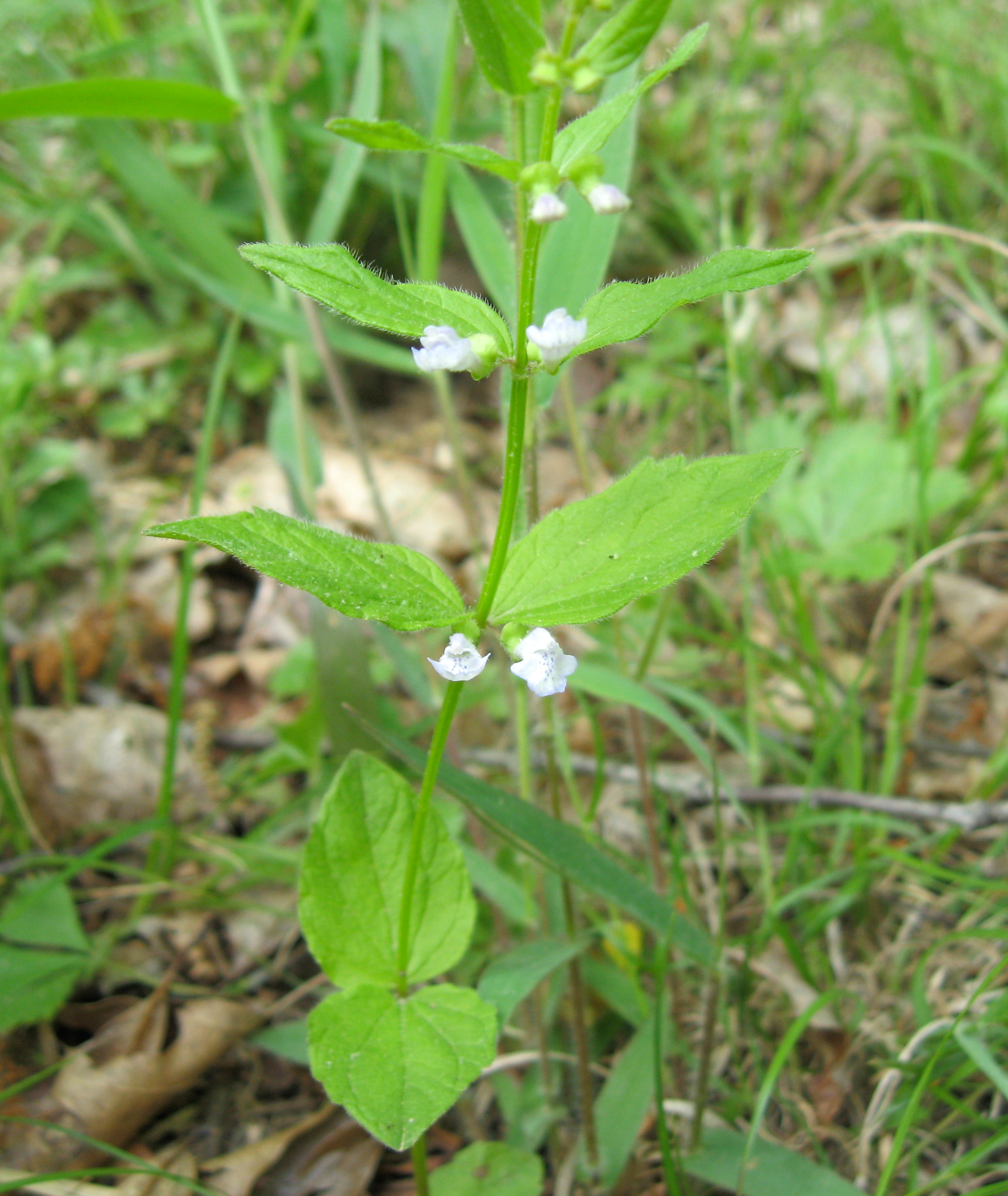
Scutellaria nervosa

## O
- Scutellaria oaxacana Greenm., 1912
- Scutellaria oblonga Benth., 1832
- Scutellaria oblongifolia A.Pool, 2006
- Scutellaria obtusifolia Hemsl., 1890
- Scutellaria ocellata Juz., 1951
- Scutellaria ochotensis Prob., 1995
- Scutellaria ocmulgee Small, 1898
- Scutellaria ocymoides (Kunth) Epling, 1936
- Scutellaria oligodonta Juz., 1951
- Scutellaria oligophlebia Merr. & Chun ex C.Y.Wu & S.Chow, 1977
- Scutellaria omeiensis C.Y.Wu, 1977
- Scutellaria orbicularis Bunge, 1851
- Scutellaria oreophila Grossh., 1945
- Scutellaria orichalcea J.D.Sm., 1889
- Scutellaria orientalis L., 1753
- Scutellaria orizabensis Epling, 1939
- Scutellaria orthocalyx Hand.-Mazz., 1934
- Scutellaria orthotricha C.Y.Wu & H.W.Li, 1977
- Scutellaria oschtenica Juz., 1954
- Scutellaria ossethica Kharadze, 1961
- Scutellaria ovata Hill, 1768
- Scutellaria oxystegia Juz., 1939

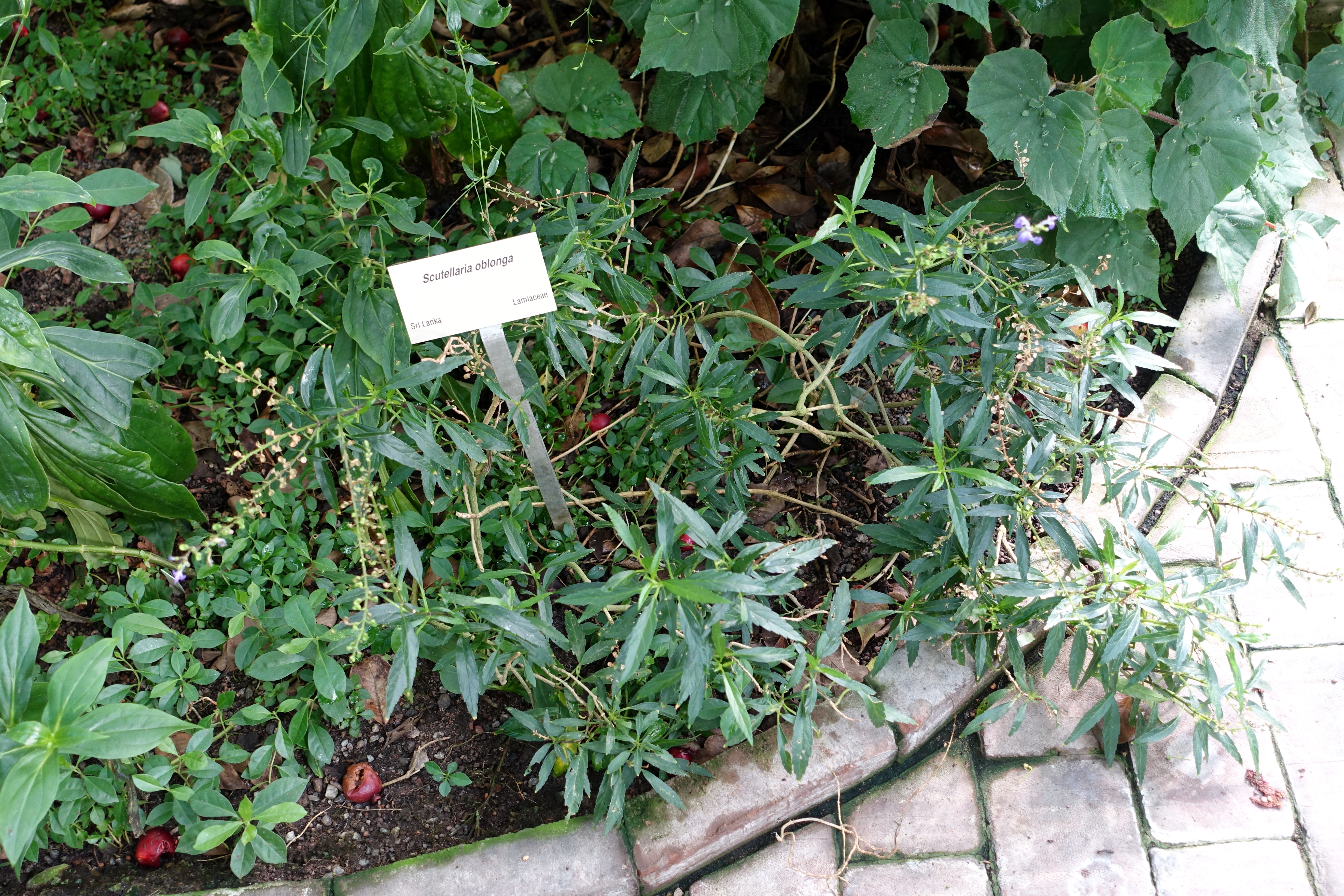
Scutellaria oblonga
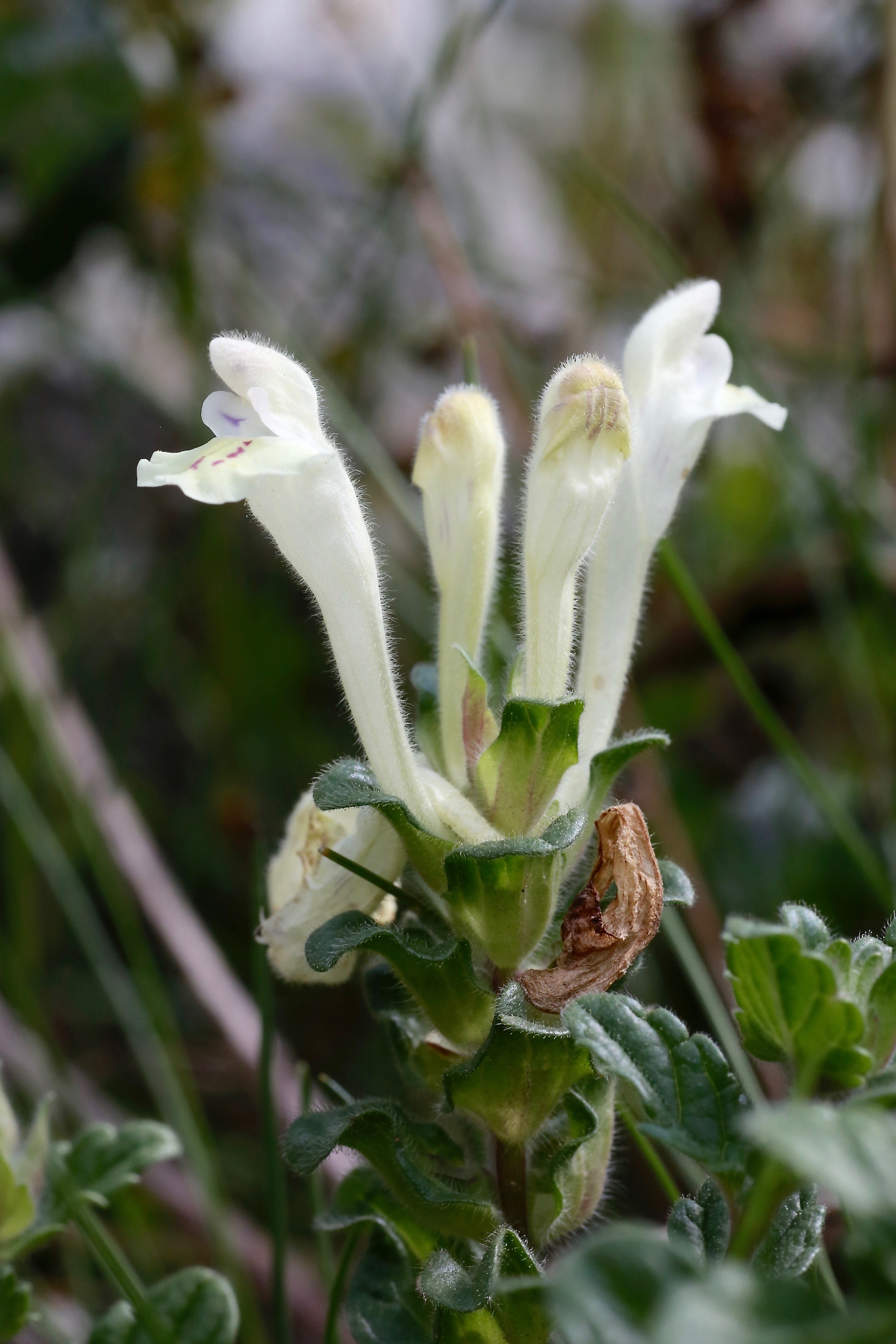
Scutellaria oligodonta
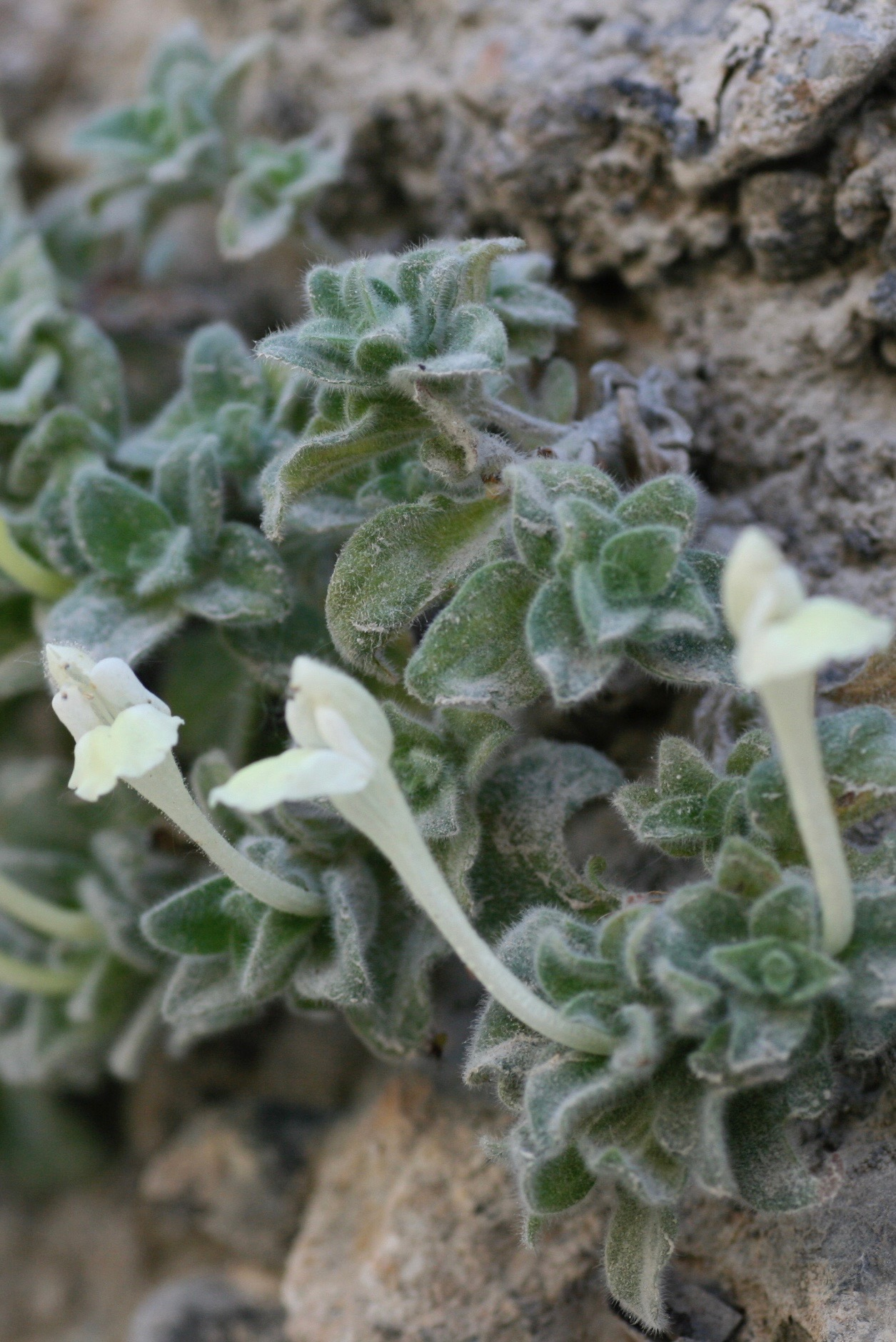
Scutellaria orbicularis
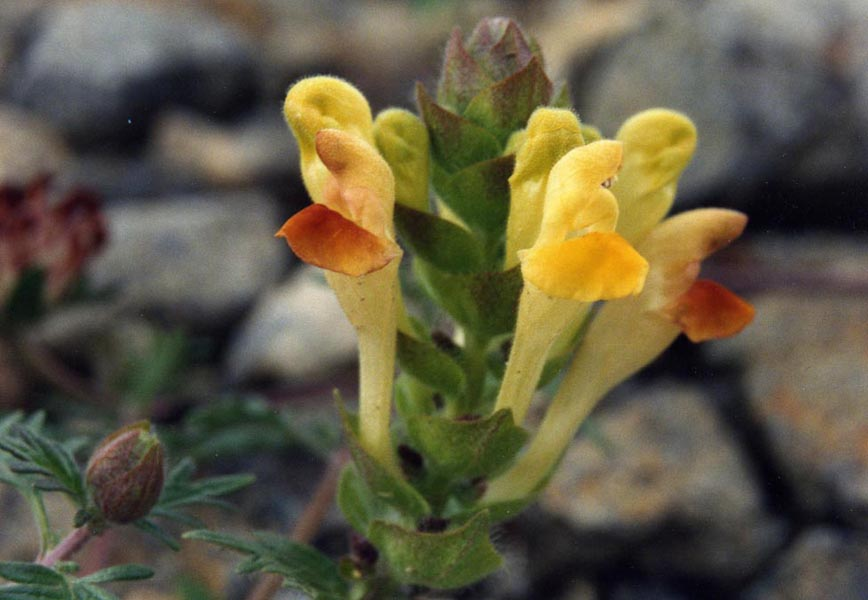
Scutellaria orientalis
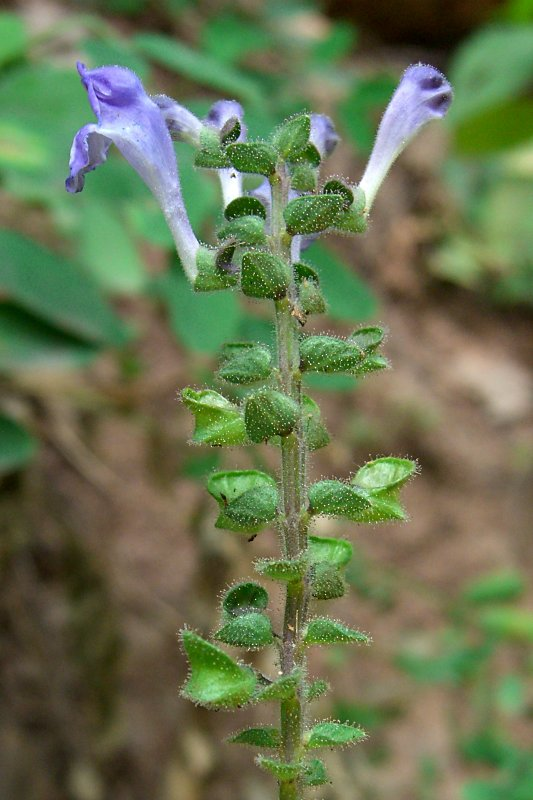
Scutellaria ovata

## P
- Scutellaria pacifica Juz., 1951
- Scutellaria pallidiflora Epling, 1939
- Scutellaria pamirica Juz., 1951
- Scutellaria paradoxa Galushko, 1970
- Scutellaria parrae Fern.Alonso, 2005
- Scutellaria parvula Michx., 1803
- Scutellaria paulsenii Briq., 1907
- Scutellaria pekinensis Maxim., 1859
- Scutellaria persica Bornm., 1907
- Scutellaria petersoniae B.L.Turner & Reveal, 2004
- Scutellaria petiolata Hemsl. ex Lace & Prain, 1890
- Scutellaria phyllostachya Juz., 1951
- Scutellaria physocalyx Regel & Schmalh. ex Regel, 1882
- Scutellaria picta Juz., 1951
- Scutellaria pingbienensis C.Y.Wu & H.W.Li, 1977
- Scutellaria pinnatifida A.Ham., 1832
- Scutellaria platensis Speg., 1898
- Scutellaria platystegia Juz., 1939
- Scutellaria platystoma Epling, 1951
- Scutellaria playfairii Kudô, 1929
- Scutellaria poecilantha Nevski ex Juz., 1951
- Scutellaria poliochlora Rech.f. & Edelb., 1955
- Scutellaria polyadena Briq., 1899
- Scutellaria polyadenia Rech.f., 1955
- Scutellaria polyphylla Juz., 1951
- Scutellaria polytricha Juz., 1951
- Scutellaria pontica K.Koch, 1849
- Scutellaria popovii Vved., 1954
- Scutellaria porphyrantha Rech.f., 1962
- Scutellaria potosina Brandegee, 1911
- Scutellaria prilipkoana Grossh.,1945
- Scutellaria prostrata Jacquem. ex Benth., 1835
- Scutellaria przewalskii Juz., 1951
- Scutellaria pseudocoerulea Briq., 1900
- Scutellaria pseudocoleus Fern.Alonso, 1990
- Scutellaria pseudoserrata Epling, 1942
- Scutellaria pseudotenax C.Y.Wu, 1977
- Scutellaria purpurascens Sw., 1788
- Scutellaria purpureocardia C.Y.Wu, 1977
- Scutellaria pycnoclada Juz., 1951

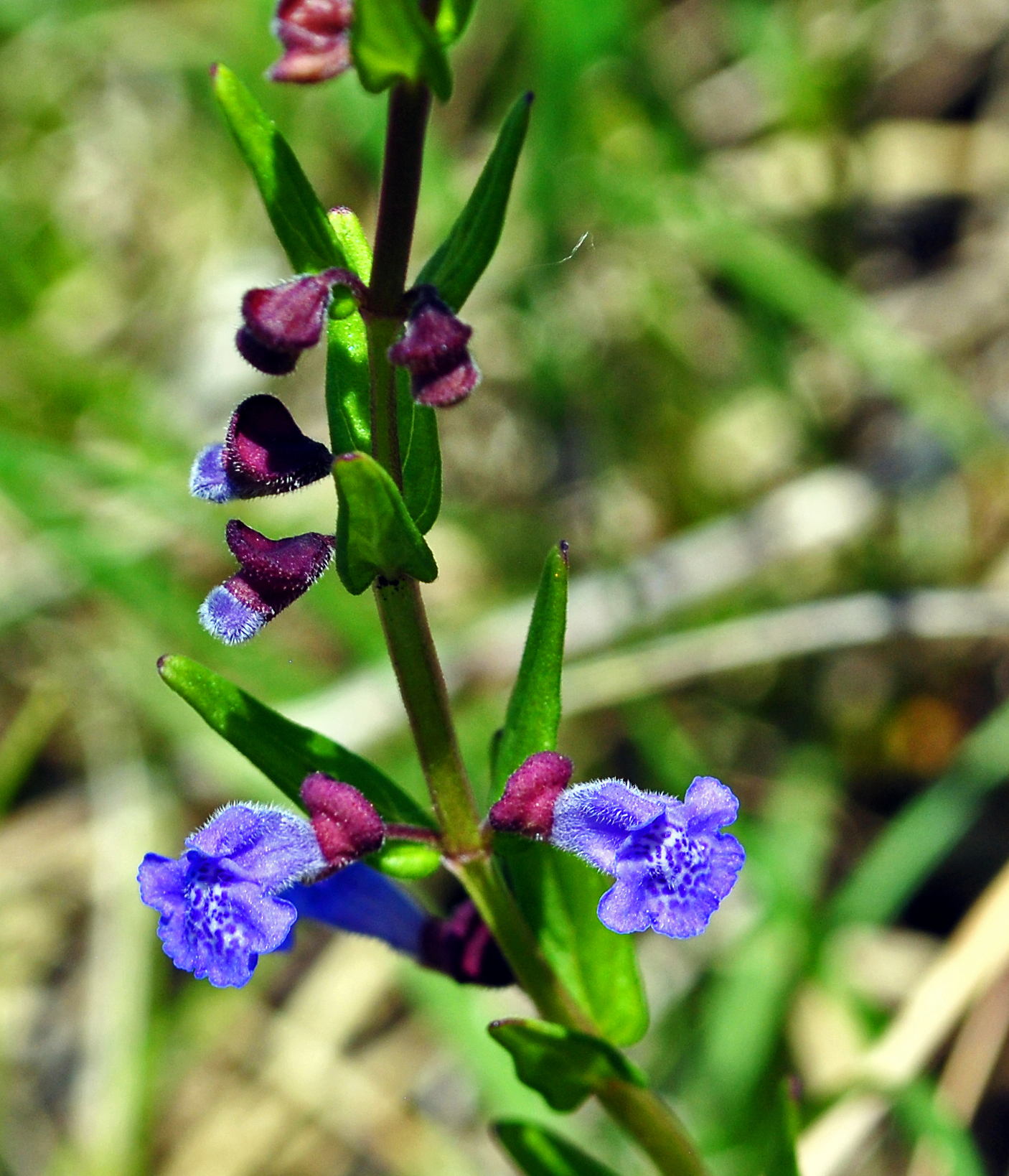
Scutellaria parvula
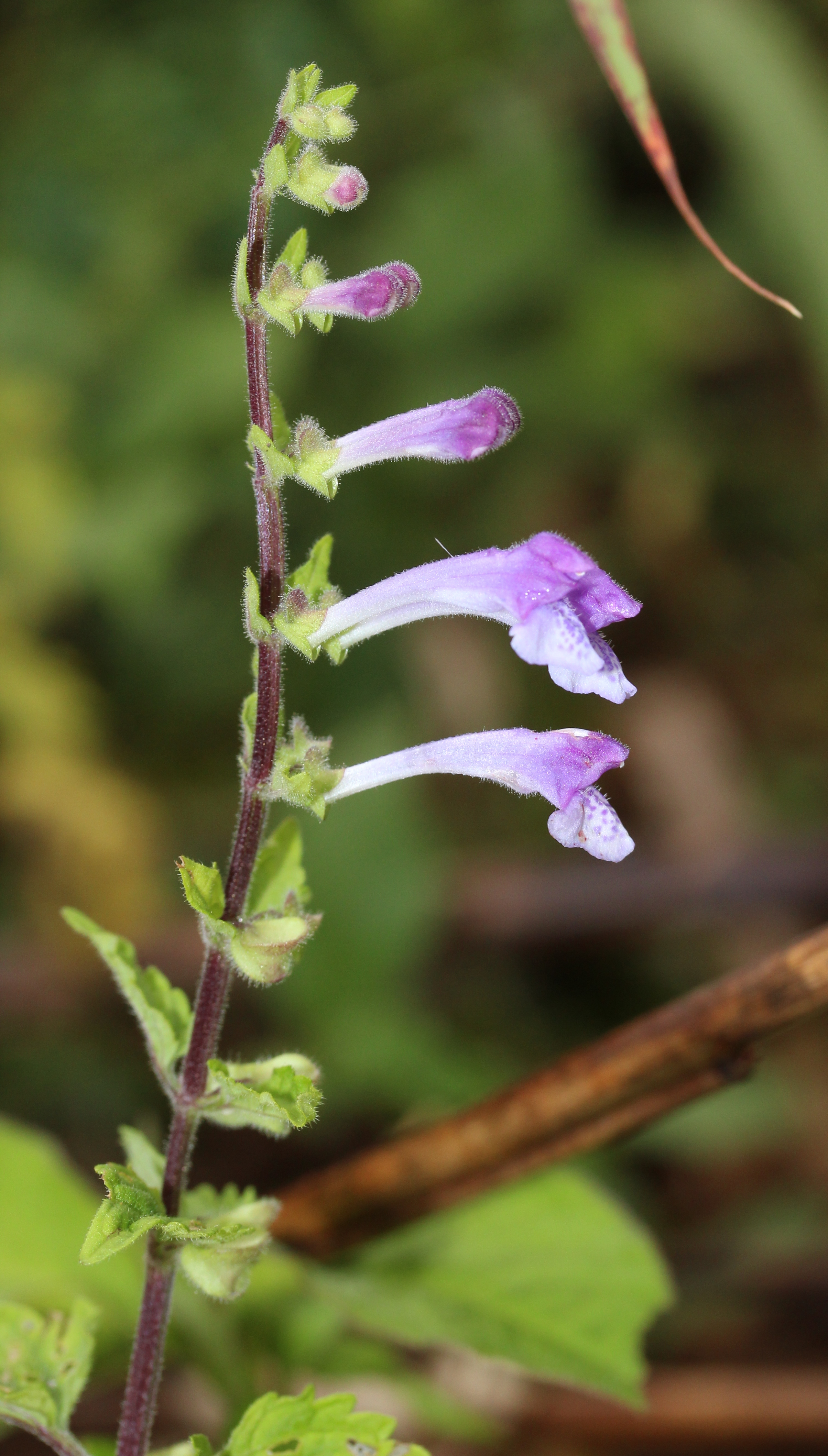
Scutellaria pekinensis
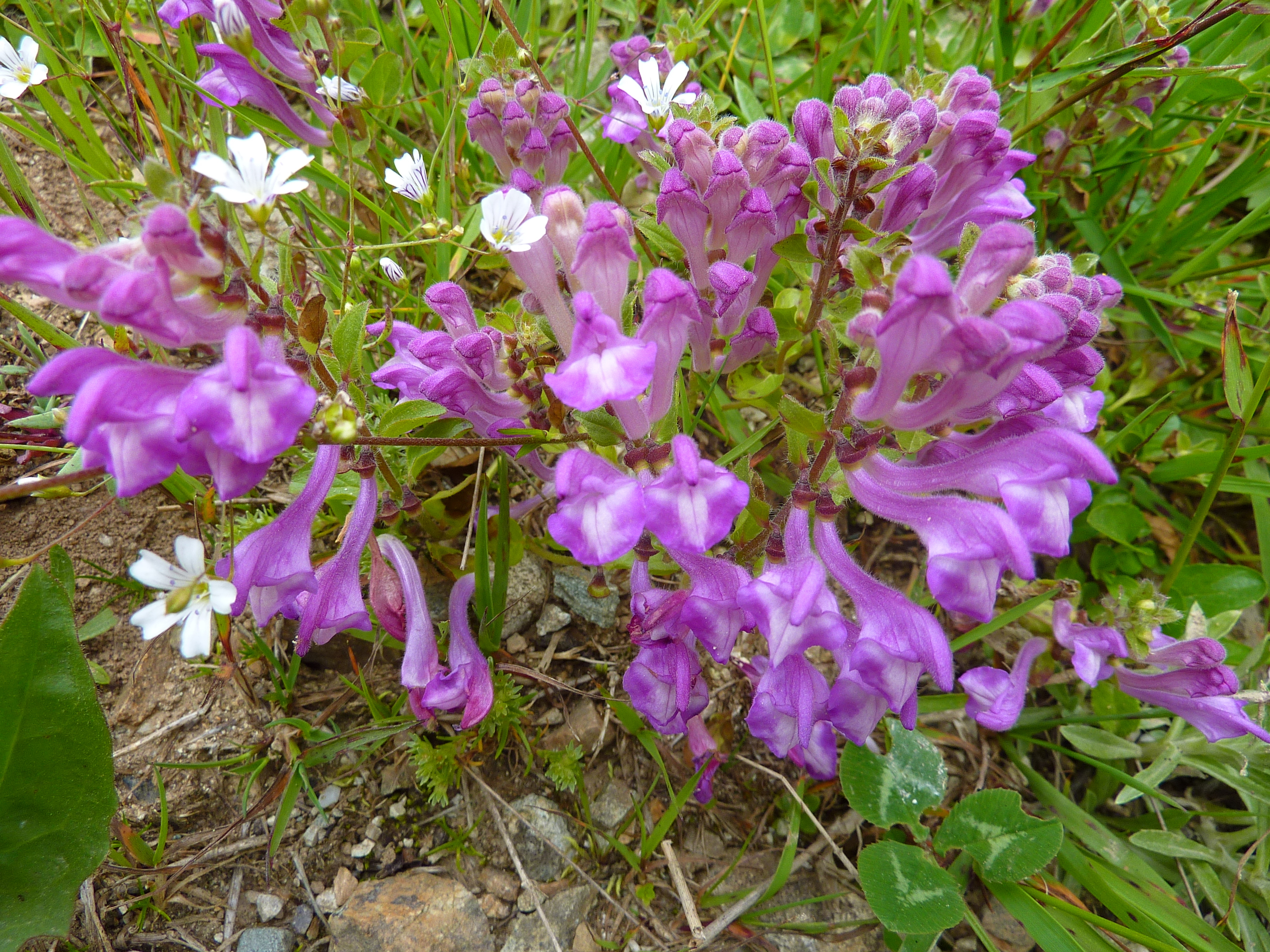
Scutellaria pontica

## Q
- Scutellaria quadrilobulata Y.Z.Sun, 1966

## R
- Scutellaria racemosa Pers., 1806
- Scutellaria raddeana Juz., 1939
- Scutellaria ramosissima Popov, 1924
- Scutellaria ramozanica Parsa, 1948
- Scutellaria regeliana Nakai, 1921
- Scutellaria rehderiana Diels, 1930
- Scutellaria repens Buch.-Ham. ex D.Don, 1825
- Scutellaria resinosa Torr., 1828
- Scutellaria reticulata C.Y.Wu & W.T.Wang, 1977
- Scutellaria rhomboidalis Grossh., 1950
- Scutellaria robusta Benth., 1848
- Scutellaria rosei Fernald, 1900
- Scutellaria roseocyanea Epling, 1936
- Scutellaria rubicunda Hornem., 1815
- Scutellaria rubromaculata Juz. & Vved., 1951
- Scutellaria rubropunctata Hayata, 1919
- Scutellaria rupestris Boiss. & Heldr., 1846
- Scutellaria russelioides Epling, 1939

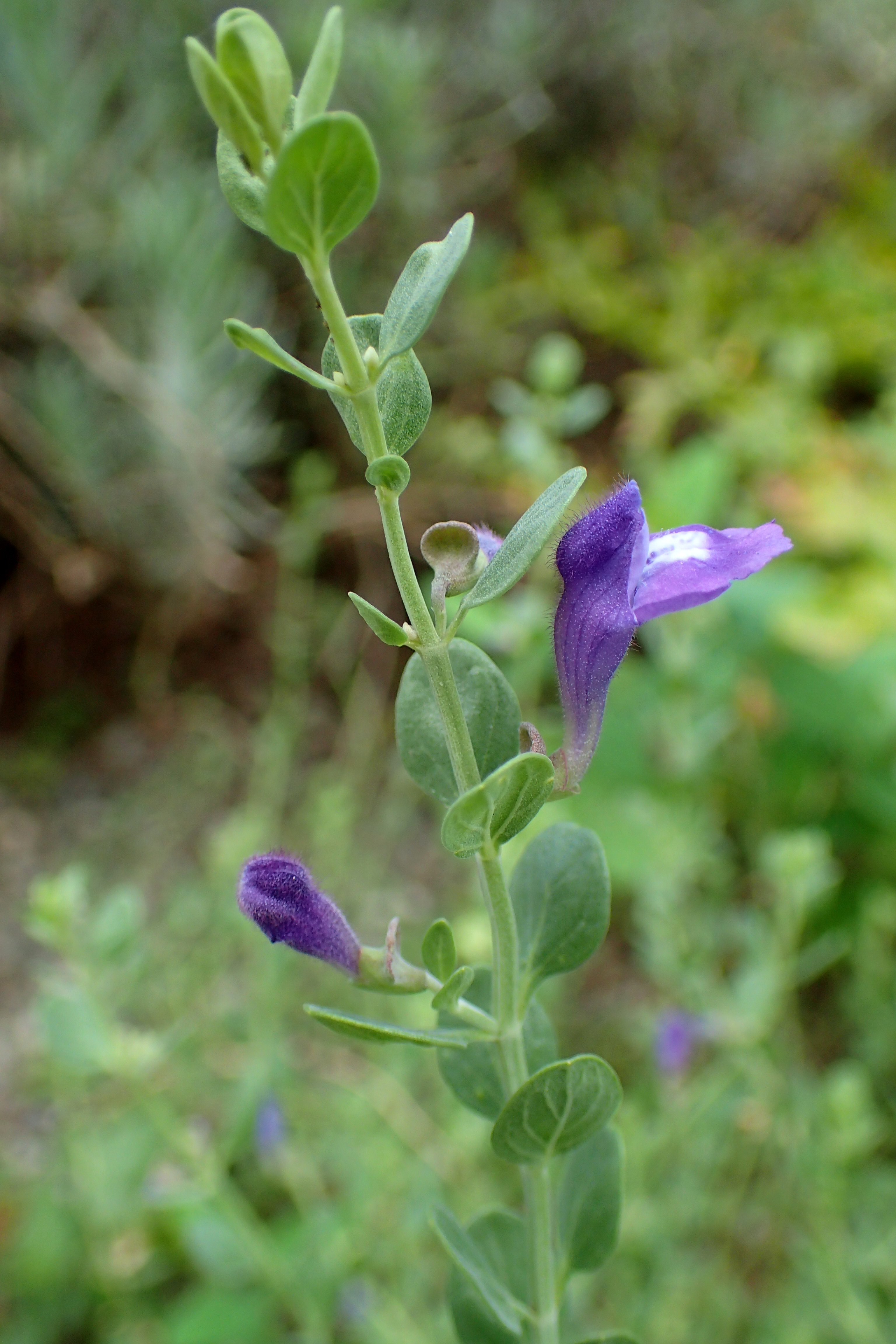
Scutellaria resinosa
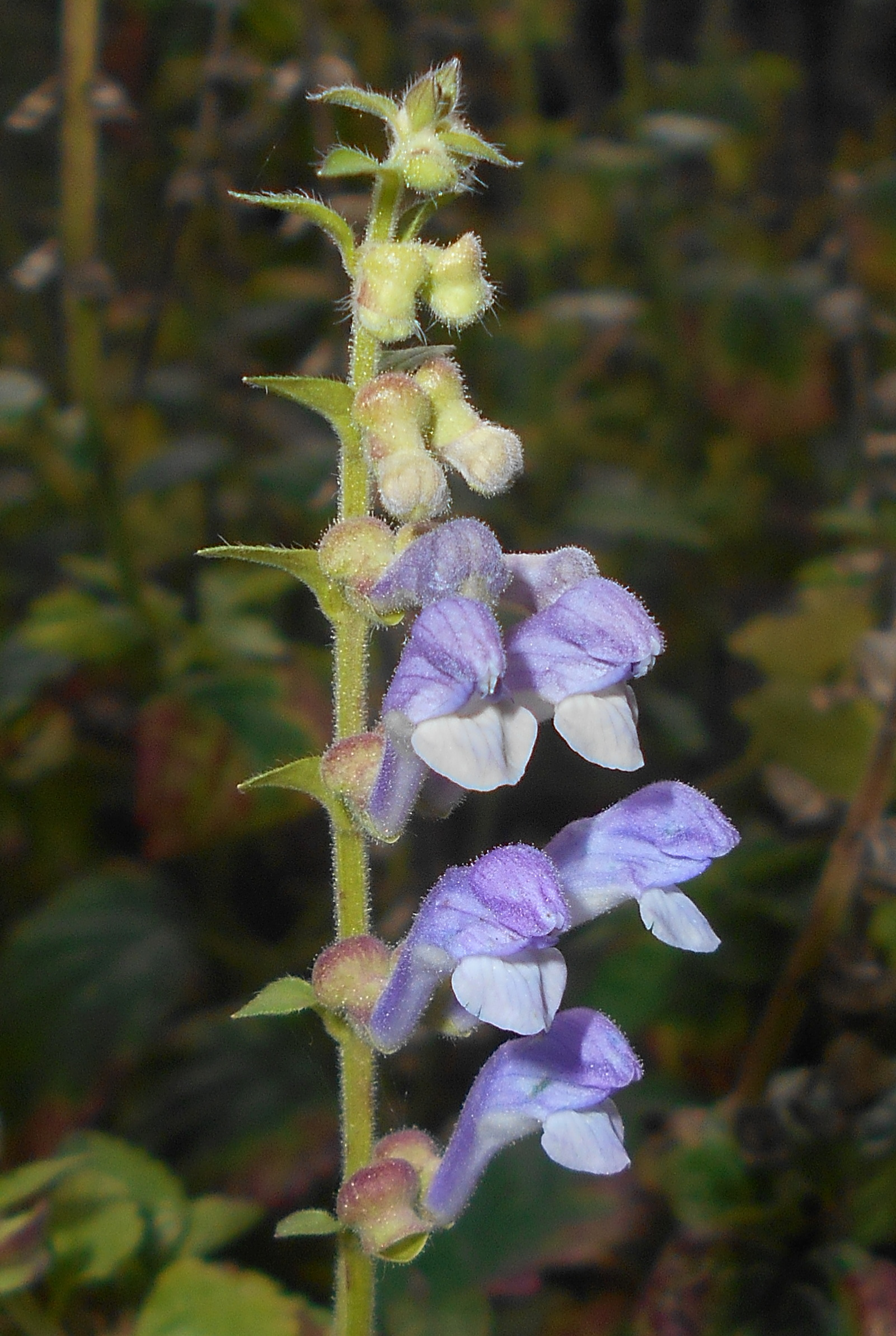
Scutellaria rubicunda

## S
- Scutellaria salviifolia Benth., 1834
- Scutellaria sapphirina (Barneby) Olmstead, 1990
- Scutellaria sarmentosa Epling, 1936
- Scutellaria saslayensis A.Pool, 2006
- Scutellaria saxatilis Riddell, 1836
- Scutellaria scandens D.Don, 1825
- Scutellaria schachristanica Juz., 1951
- Scutellaria schugnanica B.Fedtsch., 1913
- Scutellaria schweinfurthii Briq., 1894
- Scutellaria sciaphila S.Moore, 1875
- Scutellaria scordiifolia Fisch. ex Schrank, 1822
- Scutellaria scutellarioides (Kunth) Harley, 1983
- Scutellaria sedelmeyerae Juz., 1951
- Scutellaria seleriana Loes., 1899
- Scutellaria semicircularis S.Moore, 1905
- Scutellaria serboana B.L.Turner, 2011
- Scutellaria serrata Andrews, 1807
- Scutellaria sessilifolia Hemsl., 1890
- Scutellaria sevanensis Sosn. ex Grossh., 1932
- Scutellaria shansiensis C.Y.Wu & H.W.Li, 1977
- Scutellaria shikokiana Makino, 1904
- Scutellaria shweliensis W.W.Sm., 1917
- Scutellaria sibthorpii (Benth.) Halácsy, 1902
- Scutellaria sichourensis C.Y.Wu & H.W.Li, 1977
- Scutellaria sieberi Benth., 1848
- Scutellaria sieversii Bunge, 1830
- Scutellaria siphocampyloides Vatke, 1872
- Scutellaria sipilensis Cuevas, 2010
- Scutellaria slametensis Sudarmono & B.J.Conn, 2010
- Scutellaria somalensis Thulin, 2005
- Scutellaria sosnowskyi Takht., 1940
- Scutellaria spectabilis Pax & K.Hoffm., 1922
- Scutellaria splendens Link, Klotzsch & Otto, 1828
- Scutellaria sporadum Bothmer, 1985
- Scutellaria squarrosa Nevski, 1937
- Scutellaria stachyoides Epling, 1939
- Scutellaria stachys L., 1753
- Scutellaria stenosiphon Hemsl., 1890
- Scutellaria stewartii B.L.Turner, 1994
- Scutellaria stocksii Boiss., 1859
- Scutellaria striatella Gontsch., 1933
- Scutellaria strigillosa Hemsl., 1890
- Scutellaria subcaespitosa Pavlov, 1935
- Scutellaria subcordata Juz., 1954
- Scutellaria subintegra C.Y.Wu & H.W.Li, 1977
- Scutellaria suffrutescens S.Watson, 1896
- Scutellaria supina L., 1753
- Scutellaria swatensis Murata, 1963
- Scutellaria szovitziana Bunge, 1873

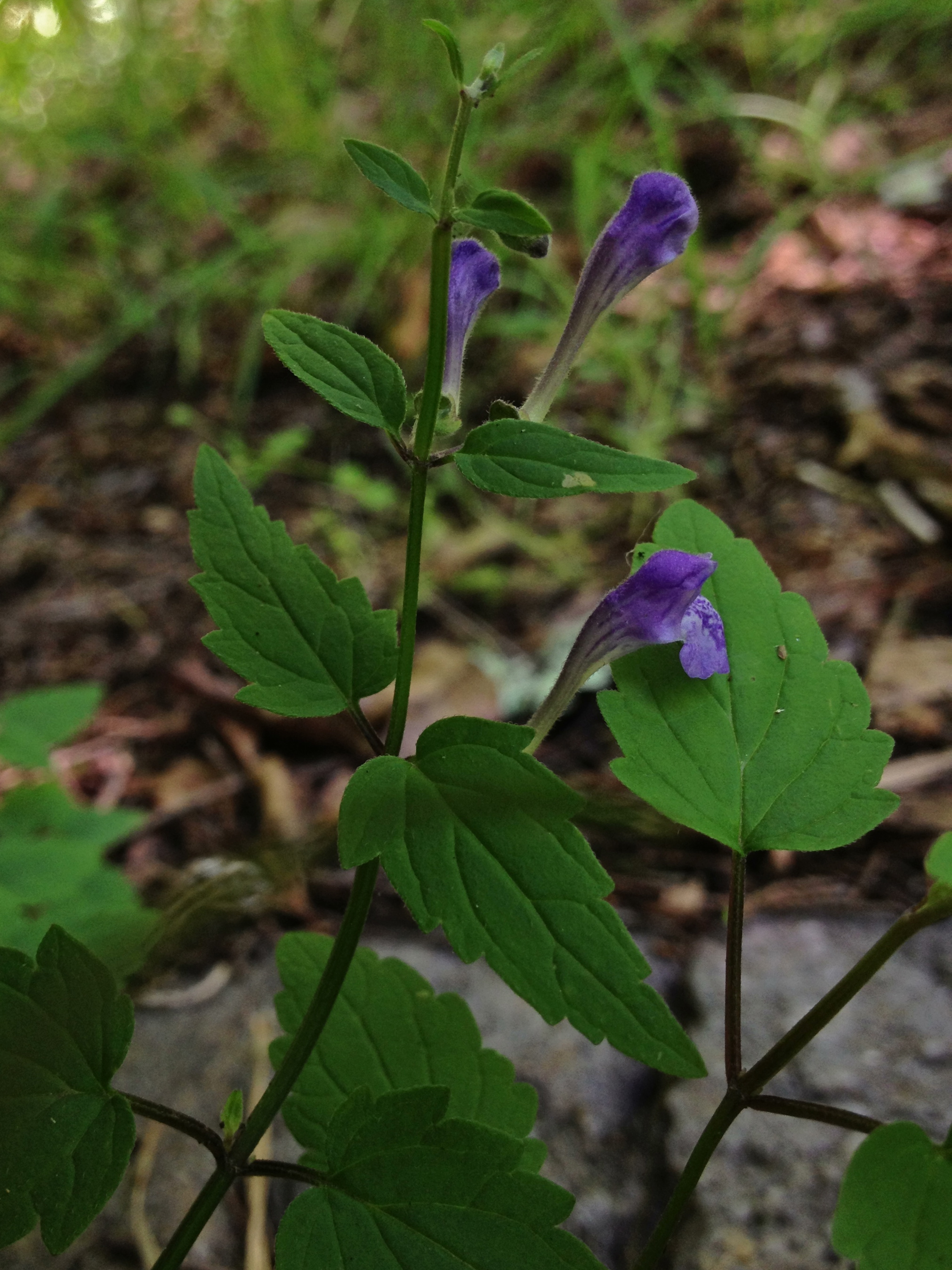
Scutellaria saxatilis
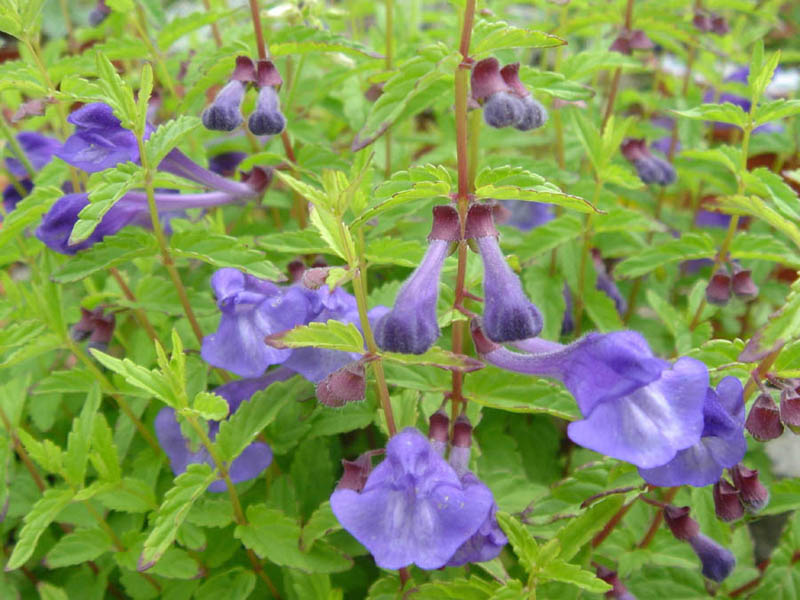
Scutellaria scordifolia
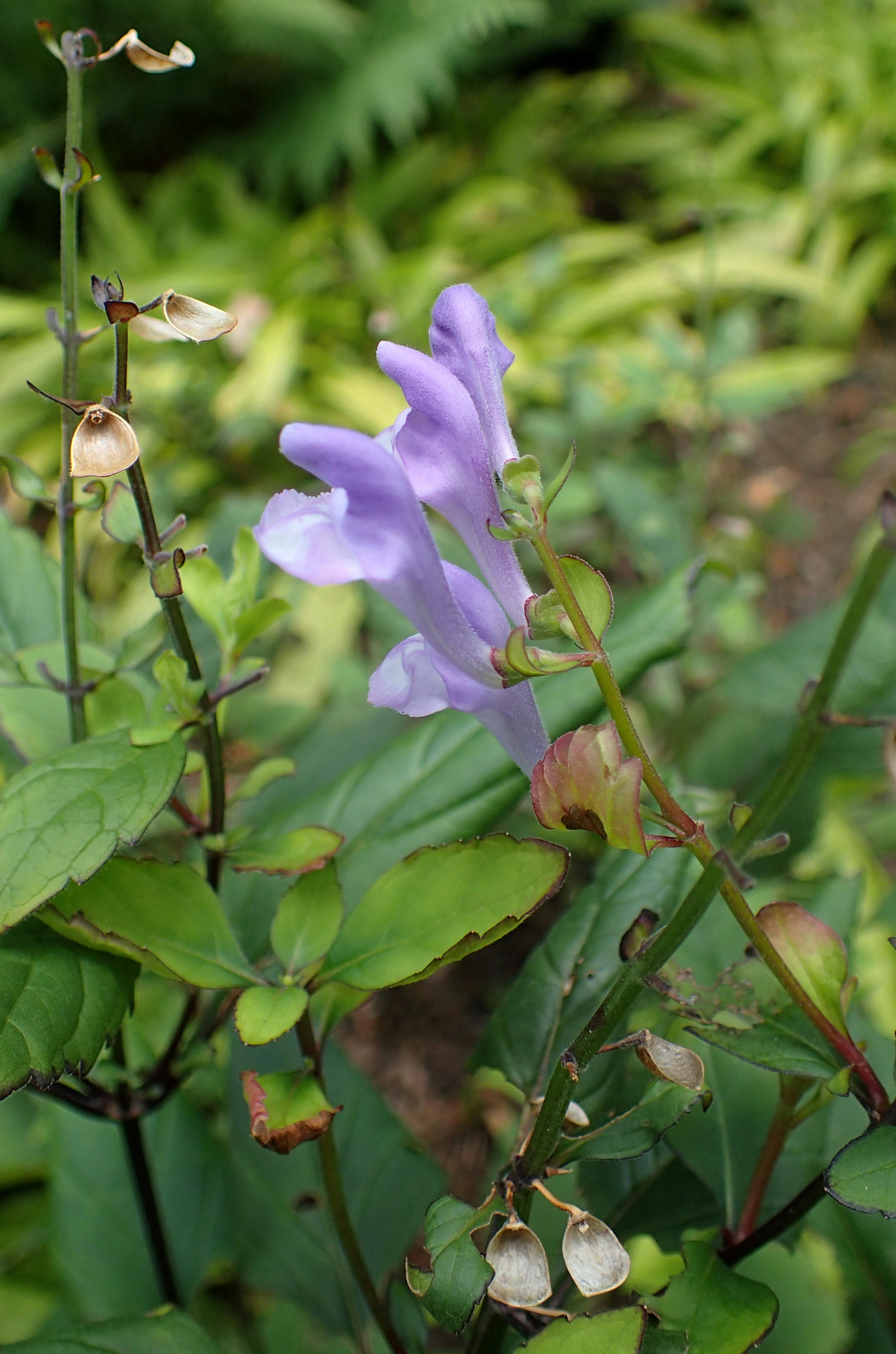
Scutellaria serrata
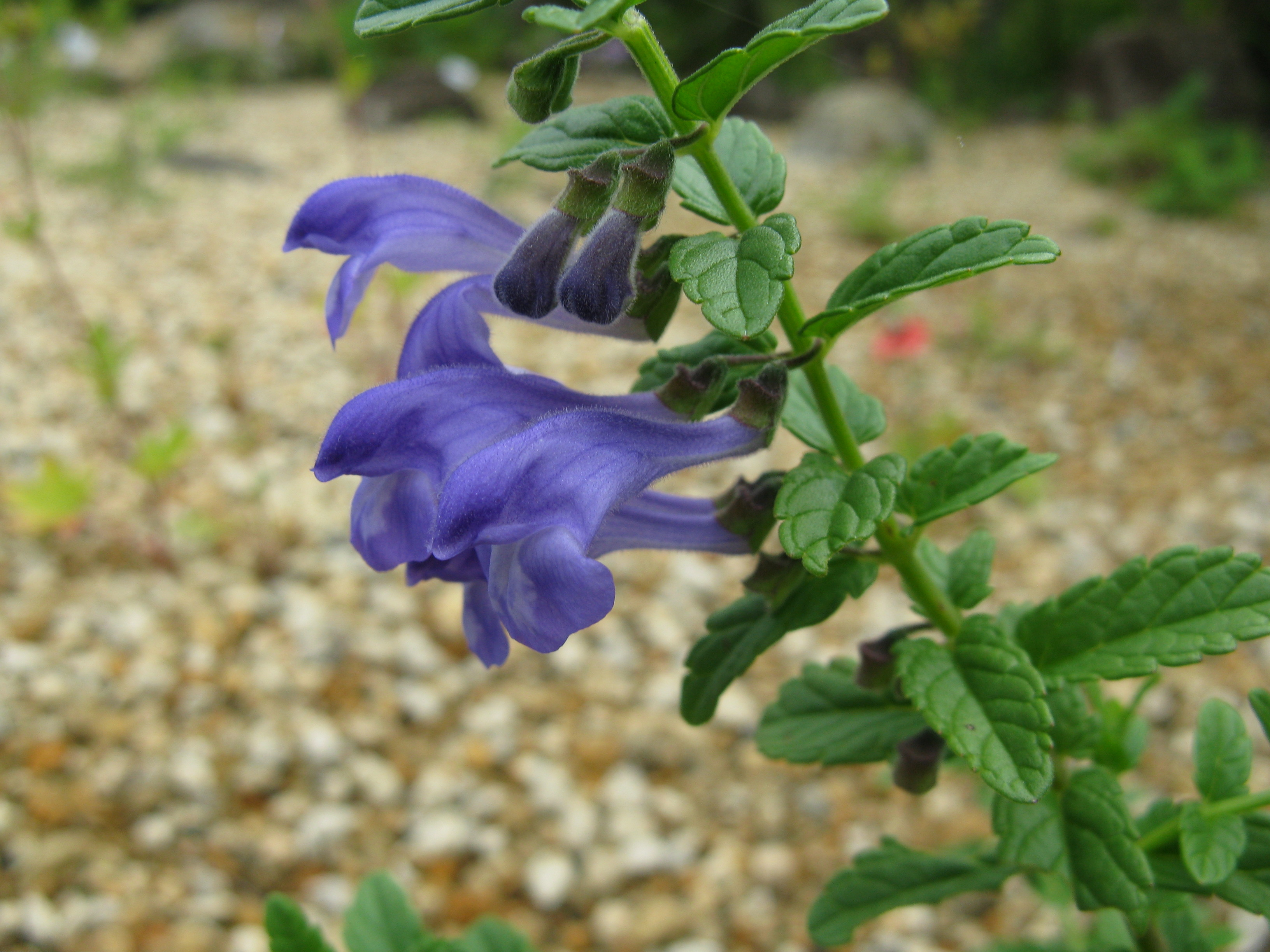
Scutellaria strigillosa
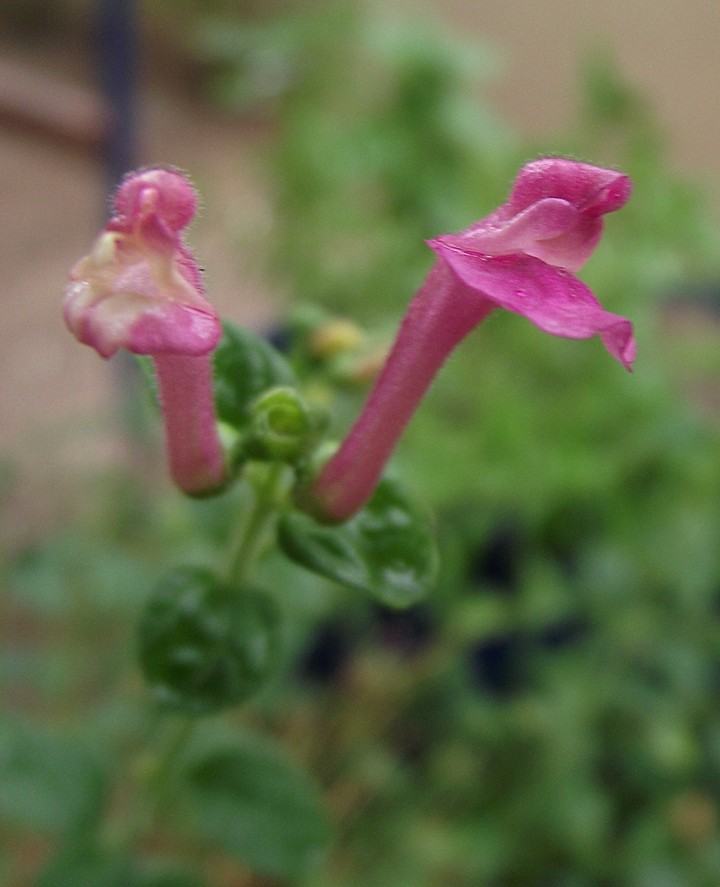
Scutellaria suffrutescens

## T
- Scutellaria taipeiensis T.C.Huang, A.Hsiao & M.J.Wu, 2003
- Scutellaria taiwanensis C.Y.Wu, 1977
- Scutellaria talamancana A.Pool, 2006
- Scutellaria talassica Juz., 1951
- Scutellaria tapintzensis C.Y.Wu & H.W.Li, 1977
- Scutellaria tarokoensis T.Yamaz., 1992
- Scutellaria tatianae Juz., 1951
- Scutellaria tauricola Hand.-Mazz., 1913
- Scutellaria tayloriana Dunn, 1913
- Scutellaria tenax W.W.Sm., 1920
- Scutellaria tenera C.Y.Wu & H.W.Li, 1977
- Scutellaria teniana Hand.-Mazz., 1939
- Scutellaria tenuiflora C.Y.Wu, 1977
- Scutellaria tenuipetiolata A.Pool, 1998
- Scutellaria ternejica Prob., 1995
- Scutellaria texana B.L.Turner, 1994
- Scutellaria theobromina Rech.f., 1982
- Scutellaria tienchuanensis C.Y.Wu & C.Chen, 1977
- Scutellaria titovii Juz., 1951
- Scutellaria toguztoravensis Juz., 1951
- Scutellaria tomentosa Bertol., 1843
- Scutellaria tortumensis (Kit Tan & Sorger) A.P.Khokhr., 1997
- Scutellaria tournefortii Benth., 1832
- Scutellaria tsinyunensis C.Y.Wu & S.Chow, 1977
- Scutellaria tsusimensis H.Hara, 1937
- Scutellaria tuberifera C.Y.Wu & C.Chen, 1977
- Scutellaria tuberosa Benth., 1834
- Scutellaria tubiflora Benth., 1832
- Scutellaria tucurriquensis A.Pool, 2006
- Scutellaria tuminensis Nakai, 1921
- Scutellaria turgaica Juz., 1951
- Scutellaria tutensis A.Pool, 2006
- Scutellaria tuvensis Juz., 1951

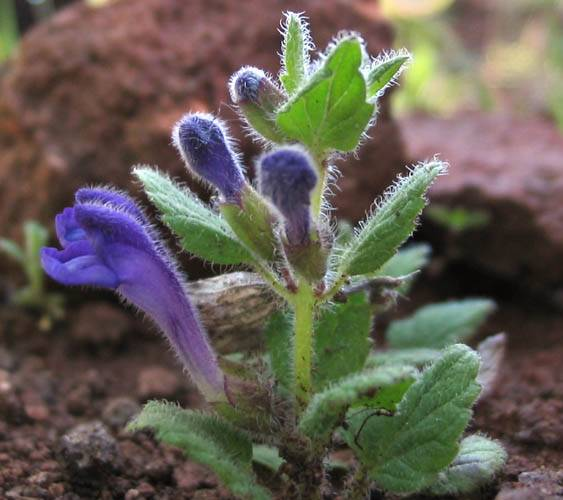
Scutellaria tuberosa

## U
- Scutellaria uliginosa A.St.-Hil. ex Benth., 1834
- Scutellaria umbratilis Epling, 1942
- Scutellaria urticifolia Juz. & Vved., 1954
- Scutellaria utriculata Labill., 1812

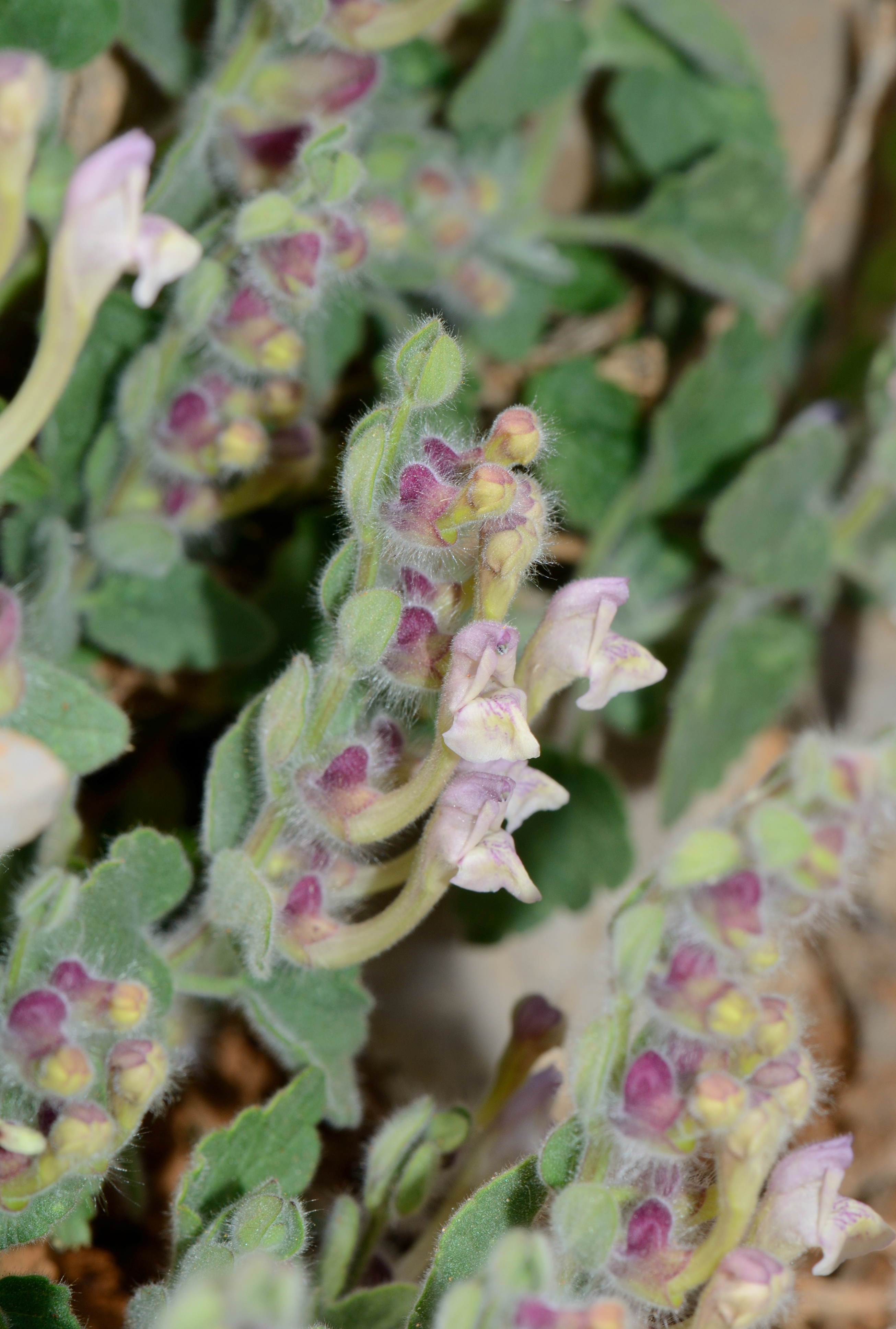
Scutellaria utriculata

## V
- Scutellaria valdiviana (Clos) Epling, 1936
- Scutellaria velutina Juz. & Vved., 1954
- Scutellaria villosissima Gontsch. ex Juz., 1951
- Scutellaria violacea B.Heyne ex Benth., 1830
- Scutellaria violascens Gürke, 1901
- Scutellaria viscidula Bunge, 1833
- Scutellaria vitifolia Brandegee, 1924
- Scutellaria volubilis Kunth, 1818

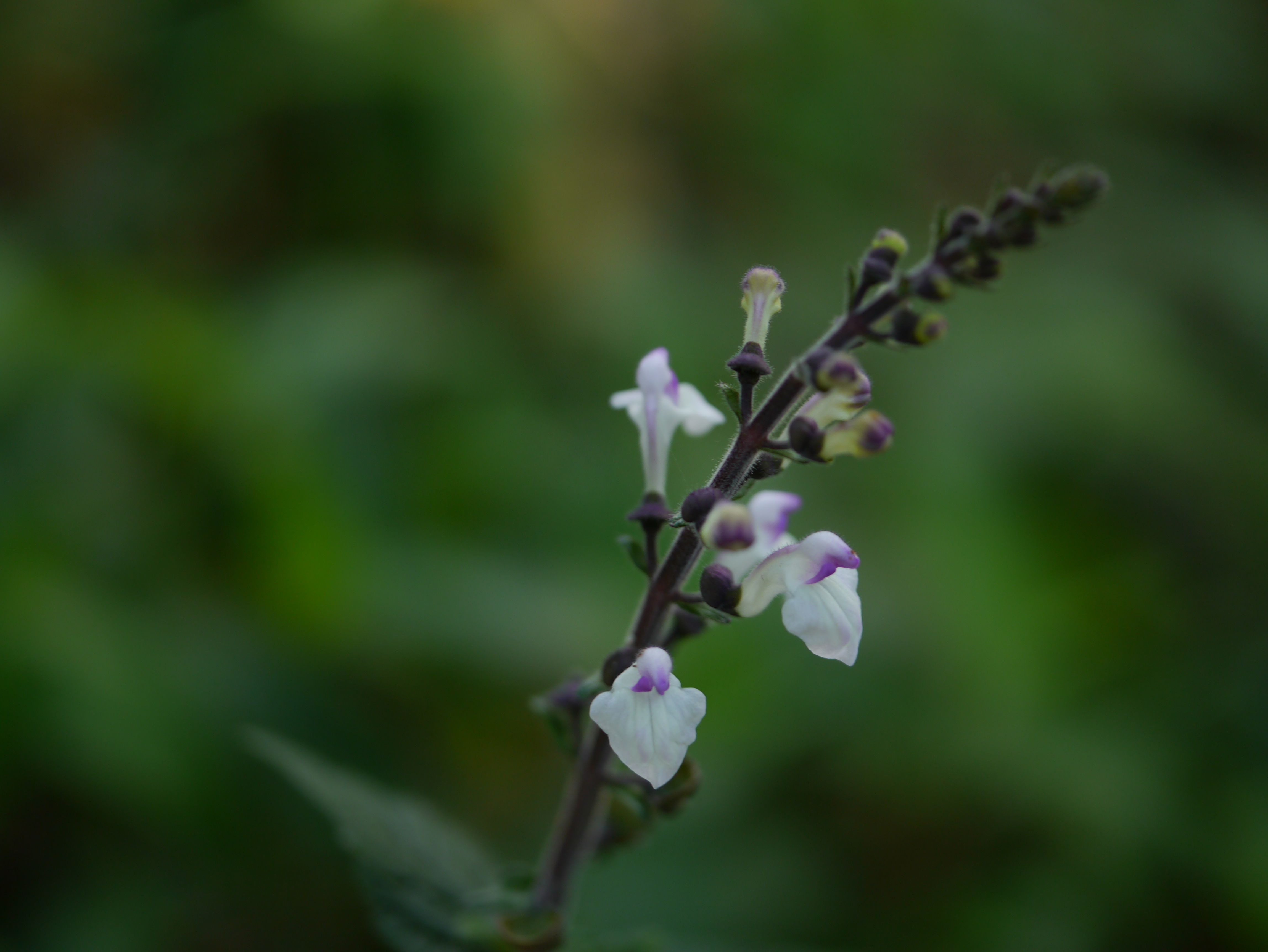
Scutellaria violacea

## W
- Scutellaria weishanensis C.Y.Wu & H.W.Li, 1977
- Scutellaria wendtii Henr., 1990
- Scutellaria wenshanensis C.Y.Wu & H.W.Li, 1977
- Scutellaria wightiana Benth., 1830
- Scutellaria wongkei Dunn, 1914
- Scutellaria woodii J.M.Mercado, 2007
- Scutellaria wrightii A.Gray, 1870

## X
- Scutellaria xanthosiphon Juz., 1951
- Scutellaria xylorrhiza Bornm., 1911

## Y
- Scutellaria yangbiensis H.W.Li, 1993
- Scutellaria yezoensis Kudô, 1921
- Scutellaria yingtakensis Y.Z.Sun, 1966
- Scutellaria yunnanensis H.Lév., 1911

## Z
- Scutellaria zaprjagaevii Kochk. & Zhogoleva, 1986
- Scutellaria zivari Akhmed-zade, 1980